# Quarentinha
Waldir Cardoso Lebrego  (Belém, 15 de setembro de 1933 – Rio de Janeiro, 11 de fevereiro de 1996), mais conhecido como Quarentinha, foi um futebolista brasileiro que atuou como centroavante. Notabiliza-se como o maior artilheiro da história do Botafogo, com 313 gols (em 442 jogos), muitos deles oriundos do fortíssimo chute que tinha nas duas pernas, especialmente na esquerda. Todavia, curiosamente ficou conhecido também por raramente comemora-los por estar apenas fazendo o próprio trabalho.
Dezessete desses 313 gols ocorreram no clássico com o Vasco da Gama, fazendo de Quarentinha o maior artilheiro botafoguense nessa rivalidade. Outros dez gols o fazem ser também o terceiro maior artilheiro alvinegro no clássico com o Fluminense, embora tenha feito ainda mais no clássico com o Flamengo (quatorze gols). O jornalista João Saldanha, descrevendo ao jornal Ultima Hora em 1963 que conhecia todos os Estados brasileiros à exceção de Sergipe, creditou a Quarentinha a popularidade que observara ter o Botafogo no Pará, terra natal do atacante. Suas três artilharias seguidas no campeonato carioca só foram superadas por Zico e Romário, também os únicos a terem mais de três artilharias no geral pelo torneio. Quarentinha também é o maior artilheiro botafoguense no estádio do Maracanã, onde marcou 93 gols em 141 jogos, e é o quinto jogador com mais partidas pelo alvinegro - era o quarto até ser superado pelo goleiro Jefferson.
Quarentinha também tem a melhor média de gols (um por jogo) da história da Seleção Brasileira, recorde que compartilha com Leônidas da Silva; considerando-se somente partidas oficiais, Quarentinha acumulou 15 gols em 14 jogos e, abrangendo-se três amistosos não-oficiais, totalizou exatamente 17 gols em 17 jogos. A maior parte de suas partidas pelo Brasil concentraram-se justamente entre 1959-61, no período que intercalou a Copa do Mundo FIFA de 1958 e a de 1962, para a qual sua convocação era considerada certa até uma inoportuna lesão afasta-lo.
Suas partidas finais pelo Brasil se deram em 1963, ano em que foi sondado pela Seleção Portuguesa, por ter direito à cidadania em função de seu pai, e especulado também por Barcelona e Sporting. Em seu país, destacou-se também pelo Paysandu, onde se formara e pelo qual marcou o primeiro gol feito no exterior pelo clube; e no Vitória, protagonizando o primeiro título baiano que este time venceu após 45 anos - fator que impulsionou o futebol deste clube e a própria consolidação do Ba-Vi como principal clássico de Salvador e do Estado.

## Origens familiares e do apelido

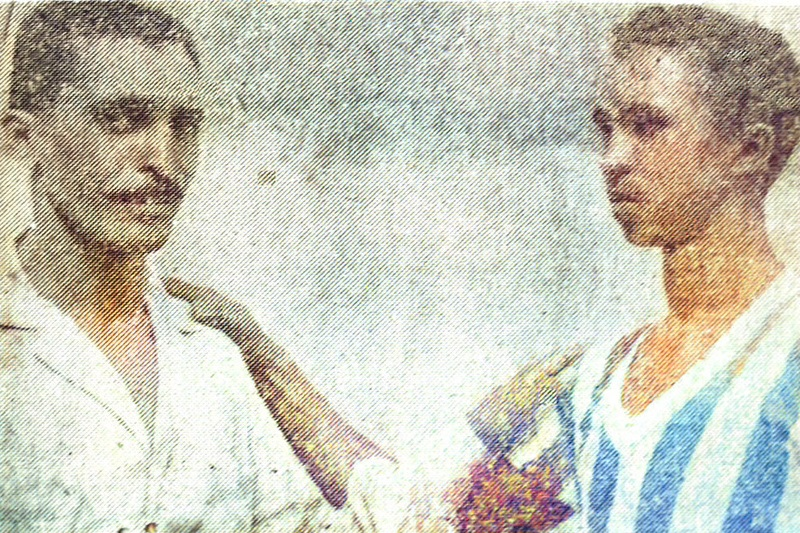
Quarentinha no Paysandu, junto ao pai, Quarenta.

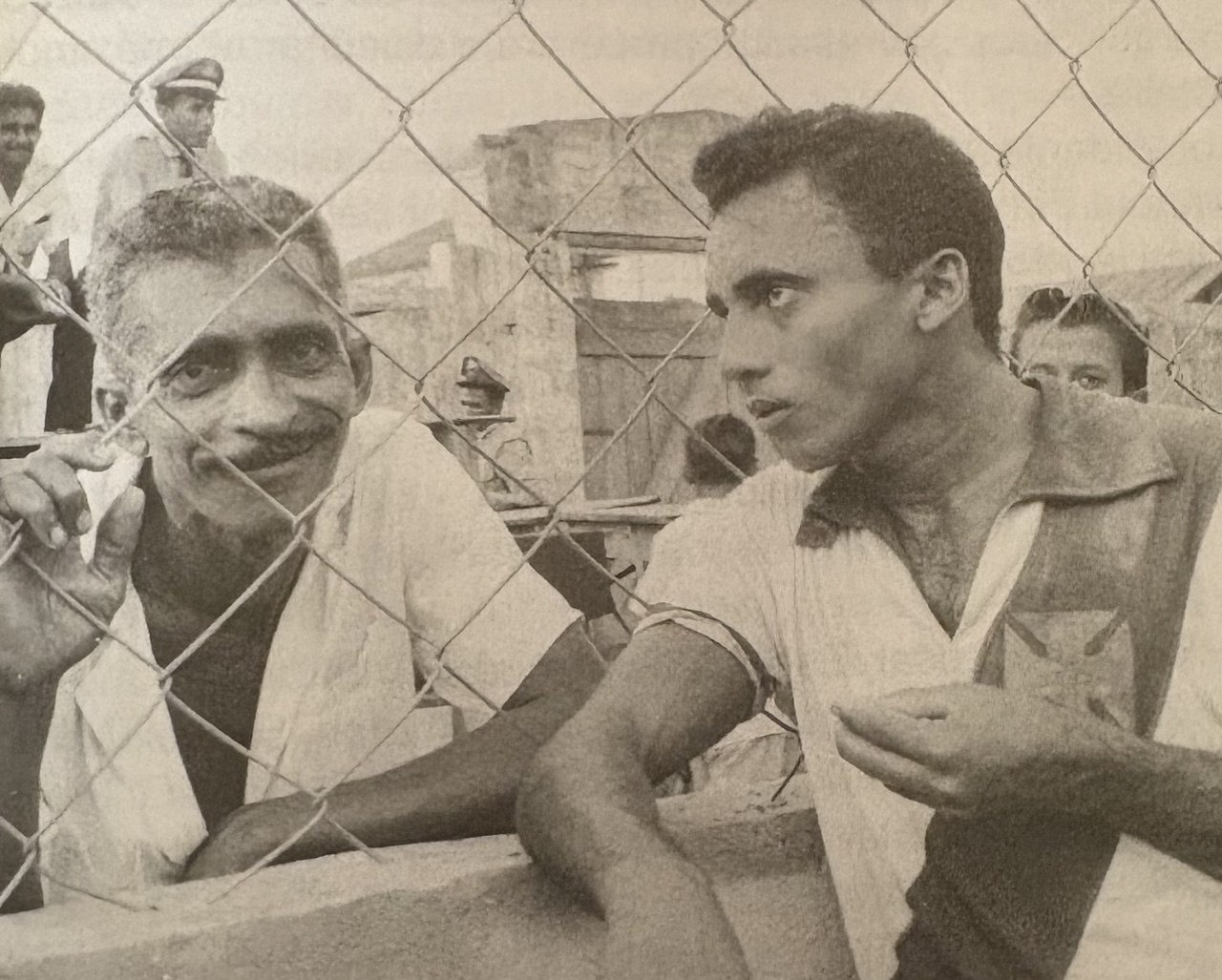
Quarenta com outro dos seus vinte filhos, Walmir, quando este irmão de Quarentinha estava na Tuna Luso.

Seu pai, Luís Gonzaga Lebrego, havia sido um destacado atacante do Paysandu entre as décadas de 1920 e de 1940, sendo dez vezes vencedor do campeonato paraense, chegando a ser o jogador mais vezes campeão no Brasil em títulos estaduais (até ser eventualmente superado pelos doze de outro Quarentinha  e também de Givanildo Oliveira, Durval e Jorge Henrique) e a ter no período breves passagens por Vasco da Gama e São Paulo. Havia nascido no Cabo Verde colonial e vindo órfão, ainda garoto, ao Pará. Casada em 1931 com Quarenta, a mãe de Quarentinha chamava-se Myrthes Lopes da Silva, descendente de índios e que falecera quando ele ainda era jovem. Ela tinha 13 anos ao casar-se (em precocidade socialmente aceita na época) e faleceu aos 24, em agonia que traumatizou Quarentinha - que desde então passou a evitar comparecer em funerais, abrindo exceções aos de Garrincha e de João Saldanha.
O pai era apelidado de Quarenta por ser seu número de inscrição no internato onde estudara e, em grande coincidência, Waldir receberia a mesma numeração na escola, rendendo naturalmente a si o apelido de Quarentinha. Tratava-se do Instituto Lauro Sodré, tal como seu pai, começando no colégio a praticar o futebol, mesmo em meio à severidade "militar" do sistema de ensino.
Por coincidência, já existiam ligações indiretas de Quarentinha com o Botafogo ainda antes de nascer: o político paraense Lauro Sodré homenageado no nome do internato era pai de Benjamin "Mimi" Sodré, outro ídolo de Botafogo, Paysandu e com jogos pela Seleção Brasileira. Os dois Sodré tinham parentesco também com Leônidas Sodré de Castro, precisamente o dirigente homenageado com o nome oficial do estádio da Curuzu; Josefina Sodré de Castro, mãe de Leônidas, era tia de Lauro, de modo que estes eram primos em primeiro grau. Leônidas e Benjamin, por sua vez, estiveram na mesma gestão do Paysandu, respectivamente como primeiro secretário e presidente da diretoria, em 1921. Em 1930, o clube, já sob presidência do próprio Leônidas, adquiriu o referido estádio, sendo esta a razão da escolha do nome oficial. O prédio do internato Lauro Sodré, por sua vez, atualmente abriga a sede do Tribunal de Justiça do Estado do Pará.
Ainda sobre o apelido, Quarentinha deu em 1954 essa explicação ao Jornal dos Sports: "papai tinha o número Quarenta, no Instituto Lauro Sodré. Acontecendo que fui estudar lá e, recebendo a mesma identificação, fiquei sendo chamado pelos professores de Quarentinha, o que, no fundo, servia em relação a eles próprios para me distinguir do 'velho'". Embora Waldir no começo não gostasse do apelido ("chato é. Mas acostuma-se. Que se há de fazer?", declararia em 1959 ao mesmo jornal), a alcunha também se reforçou por, segundo ele próprio, ser, dos diversos filhos que seu pai teve, o mais parecido na fisionomia e no jeito de jogar.
Quarenta teve cerca de duas dezenas de filhos entre homens e mulheres dentre os que reconheceu, com estes não descartando a possibilidade de irmãos frutos de casos extraconjugais de um pai mulherengo; o alto número chegaria a fazer Quarentinha e alguns irmãos precisarem residir com os avós maternos. Por ocasião de excursão do Botafogo a Belém no início daquele de 1959, fora noticiado na edição de 20 de fevereiro do Diario de Noticias que "o antigo jogador paraense Quarenta, pai do atacante botafoguense Quarentinha, ofereceu, em sua residência, uma feijoada à delegação alvinegra, tendo comparecido todos os jogadores, técnico e dirigentes. Na ocasião, todos ficaram conhecendo os vinte irmãos de Quarentinha, entre os quais o mais moço, de um ano apenas, que ainda não tinha sido visto pelo referido jogador do Botafogo". A presença de muitos vencedores da Copa do Mundo FIFA de 1958 não impedia que Quarentinha fosse mais popular que eles na terra natal, mas atraiu enorme público nos arredores do lar familiar, a ponto de se cobrar ingressos para os interessados em avistar os craques.
O nome de Quarentinha era iniciado com a letra W, conforme depoimento dele no mesmo ano de 1959 ao Jornal dos Sports, no qual também referiu-se à numerosa prole do pai: "formávamos uma pequena tribo de 18 irmãos, e cada qual precisava puxar um pouco a sua carroça... Tínhamos combinado que a nossa vida seria uma só. Que nos ajudaríamos até a morte. Papai havia se casado duas vezes. Do primeiro matrimônio fazem parte: eu Waldir, Walter, Walmir, Walfrido e Waldemar, todos em W. A ideia do W partiu de mamãe. A madrasta já não quis seguir a linha da mesma letra". Outros irmãos filhos de sua mãe eram Wagner e Walquir, além de Nadir, irmã que teria chamado a atenção de Zagallo na visita botafoguense de 1959. Quarentinha aprovava, mas o pai desautorizou o romance. Dos irmãos que teve concebidos pela madrasta, Irene, alguns chamavam-se Maria de Fátima e Maurício.
Waldir era o segundo mais velho dos filhos de Quarenta, atrás somente de Walter, sobre quem descrevia em 1959, na mesma matéria do Jornal dos Sports, ser o melhor jogador dentre todos os filhos do pai, integrando àquela altura o Bonsucesso, que curiosamente contava também com o irmão de Nilton Santos, Nilson Santos. Walmir, por sua vez, também chegou a ser apelidado de Quarentinha, embora gradualmente acabasse mais conhecido pelo nome real. Embora também formado no Paysandu, acabou sobressaindo-se mais nos rivais: venceu o campeonato paraense de 1964 pelo Remo e fora o artilheiro dos de 1961 e 1962 pela Tuna Luso. Quarentinha chegou a tentar arranjar-lhe alguma equipe no Rio de Janeiro e em São Paulo. Segundo a mesma matéria de 1959 do Jornal dos Sports, naquele ano Wagner estava no Paysandu. Walquir teria defendido o o Sport Belém;  e, na década de 1970, outro dos irmãos, chamado pelo sobrenome Lebrego, defendeu o Sporting do Pará.
Em 1958, quando começava a consagrar-se com o Botafogo após um início irregular e contestado, Quarentinha declarou nacionalmente orgulho do pai e das origens paraenses, ao Diario da Noite": "meu pai foi um ídolo no Pará e se chamava Quarenta, daí a razão do meu apelido. Foi lá mesmo no estado do Norte do Brasil que iniciei a minha carreira de jogador de futebol. Talvez por hereditariedade. O velho era um craque e a torcida não poupava aplausos quando fazia das suas dentro do gramado. Foi um dos grandes jogadores e o pessoal do Pará ainda se lembra com emoção do Quarenta famoso. Todo mundo pensa que eu sou baiano. No entanto, o engano é claro, porque sou paraense e da boa têmpora. Meu nome é Waldir Lebrego, sou casado e tenho três filhinhos, que são o meu encanto. Meu prato predileto é o famoso pato no tucupi e minha fruta é o açaí". Em 1959, o Diario Carioca  relatou que o segundo beijo que o jogador deu após, a quatro dias do próprio aniversário, ser convocado pela primeira vez à Seleção Brasileira foi em Nossa Senhora de Nazaré, após um primeiro beijo ter sido dado em uma das filhas. À revista Placar, em 1983, também declarou a saudade sentida, especialmente nos primeiros anos no Rio de Janeiro, do tacacá tomado em meio a conversas com vizinhos na rua.
Na década de 1950, Waldir casou-se com Olga do Carmo, durante a passagem pela Bahia. Tornou-se padrasto de Inomara e Luís (que possuíam respectivamente 14 e 13 anos em 1959), filhos do primeiro casamento dela, viúva quando Quarentinha a conhecera e cortejada por ele a partir de caminhadas silenciosas com as quais ele se propunha a acompanha-la. Com ela, teve de filhos inicialmente Myrthes Maria, Jorge Roberto e Maria Alice, que tinham respectivamente oito, sete e quatro anos de idade em 1962 - conforme perfil que descrevia-o como alguém que tomava "banho de cuia" quando sentia "saudades" do Pará, onde aprendera também a nadar e mergulhar. A família morava àquela altura em residência confortável na Ilha do Governador após anos iniciais no bairro de Botafogo. Sobre a esfera familiar, a imprensa referia-se a ele como um pai e esposo amoroso, "incapaz" de contrariar a vontade dos filhos e "devoto" da esposa, ao mesmo tempo em que portava-se com semblante sério e calado fora de casa: "dificilmente adota brincadeiras, principalmente aquelas que faltam com o respeito. Não gosta de rir à toa", sendo extrovertido apenas com família e amigos íntimos. Posteriormente, teve mais uma filha, Waldriana, concebida com uma catarinense em um momento de separação provisória com Olga mas eventualmente acolhida por esta; e outro filho, Osvaldo.
A introversão dele era bastante atribuída a sofrimentos vividos precocemente, que incluíam na juventude apenas duas roupas, de uso alternado enquanto uma delas era lavada; em 1983, afirmou à Placar que as únicas coisas maravilhosas que a vida lhe dera eram os filhos, a quem não aplicava palmadas, disciplinando-os com o olhar, apesar de ter sido costumeiramente surrado pelo pai - até mesmo publicamente, quando suas performances em treinos e jogos não agradavam Quarenta. Chegava a apanhar também de um tio, como reprimenda por desleixo nos estudos. Apesar da educação dura no lar, pai e filho declaravam publicamente orgulho um do outro.

## Antes do Botafogo

### Paysandu

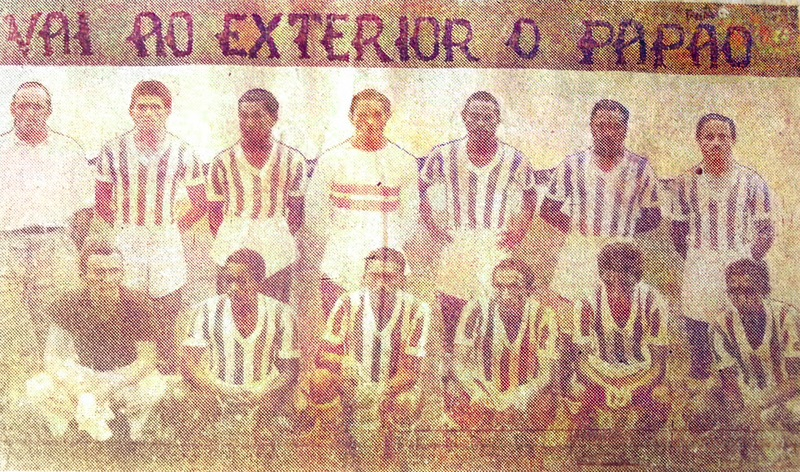
Último agachado no Paysandu, em registro jornalístico que anuncia a viagem internacional que o clube faria às Guianas em 1952. Nela, fez o primeiro gol que este clube marcou fora do Brasil.

Quarentinha nasceu na Rua Curuzu ao número 1118, bastante próximo do estádio situado naquela mesma rua e que pertence ao Paysandu. Levado pelo pai Quarenta ao clube, em que este já havia se consagrado, Quarentinha começou a ser testado em 1951 no time principal. Foi avaliado já em 16 de janeiro daquele ano como "um elemento de grande futuro" pelo jornal O Liberal. Sua estreia deu-se em 21 de abril, em pleno clássico Re-Pa, ainda como ponta-esquerda. Embora não tenha marcado gols no empate em 3-3 amistoso na Curuzu, especialmente emocionante por conta do rival ter aberto 3-0 e sofrido o empate, causou desde logo entusiasmo, sobretudo pela potência do seu chute de canhota. Também figurou no clássico seguinte, em vitória de 2-1 em amistoso beneficente ao desportista bicolor Wagner Viana, que precisava de fundos para custear cirurgia ocular em São Paulo.
Contudo, ainda considerado jovem demais, Quarentinha voltou à equipe juvenil para a quase totalidade da temporada; não participou dos Re-Pas válidos pelo estadual daquele ano, vencido pela Tuna Luso, o intuito era de que fosse preparado "aos poucos". Chegou a ser reutilizado em novo Re-Pa amistoso, já em 2 de dezembro - triunfo por 2-1. Começou a se firmar após sair-se como o artilheiro do elenco em uma excursão realizada em janeiro de 1952 a Santarém, acumulando quatro gols. Em seu primeiro Re-Pa após a excursão, Quarentinha marcou seus primeiros gols no dérbi: foram dois na vitória de 3-1 em 23 de março, com gols praticamente seguidos, aos 10 e aos 11 minutos do segundo tempo. Oito dias depois, o "Papão" embarcou para excursão às Guianas, na qual Quarentinha novamente sobressaiu-se como o goleador do elenco, com seis gols, juntamente com Cacetão.
Na viagem, ele fez o gol da primeira vitória do Paysandu no exterior, no 1-0 sobre o clube surinamês Robinhood, em 29 de abril. Derrotado uma única vez em oito partidas, os paraenses saiíram-se invictos contra as seleções da Guiana Neerlandesa (0-0), da Guiana Britânica (dois 1-1) e da Guiana Francesa, vencida por 5-0 e por 8-3, jogo este no qual Quarentinha marcou três vezes. O campeão paraense de 1952 terminou sendo o Remo, mas, com nove gols no certame, Quarentinha pôde terminar na artilharia do elenco bicolor. Um deles, no empate em 1-1 em Re-Pa realizado já em 21 de dezembro no Baenão, chegou a fazer do Paysandu o vencedor do segundo turno.
Em janeiro de 1953, Quarentinha destacou-se ao marcar os gols do Paysandu em dois amistosos seguidos, encerrados ambos em 1-1, com o Atlético Mineiro, campeão de seu estadual em 1952. Em 1º de março, Quarentinha chegou a abrir o marcador no segundo jogos das finais do campeonato paraense ainda válido por 1952, mas o rival logrou virada para 2-1 e o título. Dez dias depois, foi a grande figura em embate contra o Vasco da Gama. Ambos os clubes que visitavam Belém como convidados dos cinquenta anos da Tuna Luso, em festividades que marcaram também a reinauguração do estádio tunante no Souza. Embora o "Papão" perdesse de 9-3, os três gols de honra foram feitos por Quarentinha, diante de Bellini, Augusto, Alfredo e Jorge. Foram também os últimos de seus 33 gols pelo clube.
Apesar do sucesso promissor, Quarentinha ainda não havia sido regularmente profissionalizado pelo Paysandu. Ainda era oficialmente inscrito como amador, mesmo que fosse já remunerado pelo clube - com a imprensa apontando em mil cruzeiros  e também em dois mil, embora o próprio jogador declarasse oitocentos. Em abril, rumou ao Vitória, para passar a ganhar 10 mil cruzeiros. Aquele jogo contra o Vasco foi precisamente a penúltima partida do atacante pelo Paysandu. Segundo ele, sua contratação pelos vascaínos havia sido recomendada pelo treinador cruzmaltino Flávio Costa, mas o Vitória antecipou-se.
Ainda na década de 1950, o Paysandu revelaria outro futebolista de mesmo apelido, meia-armador que defenderia seguidamente o "Papão" até parar em 1973 de jogar. O "segundo Quarentinha" acabaria tornando-se o maior ídolo da história do Paysandu, como jogador mais vezes campeão estadual no Brasil (doze, superando o recorde que era de Quarenta, que lhe inspirara o apelido), recordista de aparições no Re-Pa (presente em 135 deles) e eleito o maior craque paraense no século XX, vindo a ser localmente o Quarentinha mais reconhecido do que o futuro ídolo botafoguense. Ambos chegaram a se enfrentar ao menos uma vez, em amistoso realizado em 21 de junho de 1964, vencido por 5-0 pelos alvinegros. O "primeiro Quarentinha" fez dois gols nesse jogo contra o ex-clube, já tendo marcado em amistosos prévios em 1959 (1-1) e 1962 (3-2).

### Vitória

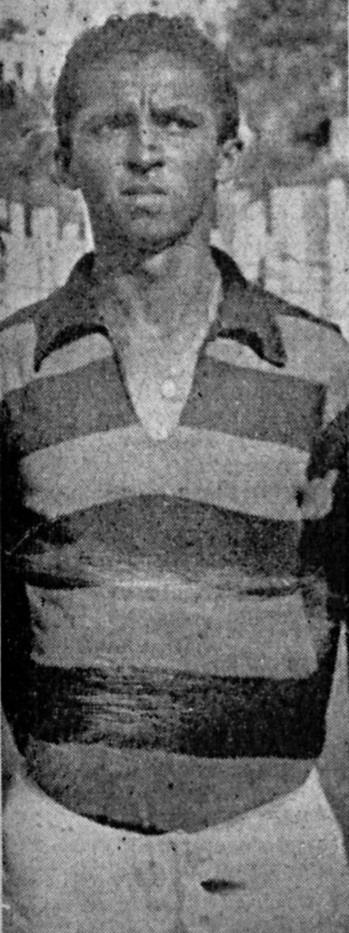
Em 1953, no Vitória.

Em 1954, Quarentinha deu ao Jornal dos Sports a versão de que fora levado ao Vitória "por um caixeiro viajante, que me viu furando [a rede do] goal e ficou entusiasmado. O que sei é que o Vitória me pagava oito contos por mês e, por isso, tratei de ajuda-lo, de coração, a ganhar os matches que precisava. Embora fundado em 1899, seu novo clube passara a maior parte da primeira metade do século XX sem priorizar seu departamento de futebol. Pudera ser campeão baiano em 1908 e em 1909, mas vinha desde então sem mais vencer o estadual; embora mantivesse um departamento de futebol, a ponto do primeiro Ba-Vi ocorrer em 1932, dedicava-se mais ao críquete, às regatas e a ações recreativas da alta sociedade baiana.
Nesse contexto, o Ypiranga, time da Irmã Dulce, de Jorge Amado e de João Gilberto, e o Botafogo de Salvador eram as principais equipes locais até o início da década de 1930, marcada pela fundação do Bahia e do Galícia. Foi somente na virada da década de 1940 para a de 1950 que o Vitória voltou a promover seu departamento de futebol. Embora conseguisse em 1948 sua maior vitória no Ba-Vi, o 7-1, o duelo ainda não havia se consolidado como o principal clássico do Estado da Bahia, algo que começaria a mudar a partir da inauguração da Fonte Nova, em 1952. Naquele ano, o Vitória recebeu então investimentos de três empresários interessados em profissionalizar o futebol rubro-negro, contratando jogadores inclusive em outros Estados. Quarentinha, adquirido por 15 mil cruzeiros de luvas, marcou precisamente os dois gols daquela que foi apenas o quarto triunfo do Vitória em Ba-Vis ocorridos nesse estádio, em 2-1 em 28 de junho de 1953, pelo estadual daquele ano.
O paraense seria o principal personagem do histórico título rubro-negro, o primeiro em 45 anos, desde o de 1909. Foi também o primeiro título baiano do Vitória na era profissional da competição. Nesse contexto, Quarentinha foi visto como a maior contratação do clube até então. Quarentinha fez ao todo 25 gols pelo Vitória, dezenove deles naquela campanha campeã baiana de 1953, na qual sagrou-se também o artilheiro do certame.
Dentre os gols em amistosos, incluiu-se o terceiro do "Leão da Barra" no 3-3 ocorrido em 11 de outubro de 1953. Sua popularidade era tamanha que atraía uma romaria de fãs sempre que saía na rua, complicando-lhe até fazer as compras do lar. A grande timidez do jogador, que fazia-lhe sempre acatar as decisões dos árbitros, também o tornava arredio a aglomerações. Como rubro-negro, também foi requisitado pela seleção baiana para a edição de 1954 do antigo Campeonato Brasileiro de Seleções Estaduais. Por essa seleção, destacou-se com gol em vitória de 4-1 em amistoso com o Botafogo em 1954, chamando imediatamente a atenção do então técnico botafoguense, Gentil Cardoso, bem como de Nilton Santos, que prontamente recomendaram a aquisição de Quarentinha. O Internacional, similarmente derrotado por grande exibição de Quarentinha pela seleção baiana (marcou os dois gols do triunfo de 2-1), foi outro clube a tentar contrata-lo naquele ano.
Em 2022, foi publicado o livro Memórias do Esporte Clube Vitória: A história rubro-negra contada por seus personagens, a conter o depoimentos de quem já torcia pelo clube também antes da ascensão iniciada na década de 1950. Um deles assegurava que o melhor time já montado pelo Vitória era o de 1953 porque "tinha Quarentinha, rapaz! Quarentinha era um fenômeno. Quem viu Quarentinha jogar não vai se esquecer nunca". O mesmo interlocutor relatou mais:
Ninguém dava bola para o Vitória. Rivalidade naquela época era Ypiranga, Botafogo e Galícia. O Bahia veio depois. O Vitória só foi bem quando chegou Quarentinha, em 1953, para mim o melhor jogador que o Vitória teve. Aí o Vitóra virou Vitória! (...) Quarentinha virou ídolo pela inteligência e gols. Era canhoto. Ele fez um gol aqui, no jogo Seleção Baiana x Botafogo. O técnico do Botafogo era Gentil Cardoso e o da Bahia, o filho dele. Quarentinha bateu da entrada da área, gol da ladeira da Fonte Nova. Deu um pontapé, rapaz, a bola bateu na trave; quando voltou, Juvenal emendou outro pontapé, quase que mata o goleiro. Os dois eram uma coisa espetacular. Gentil Cardoso ficou entusiasmado e levou Quarentinha para o Botafogo. Foi o melhor jogador que vi no Vitória.
Com efeito, no acerto com o Botafogo, o Vitória pediu que Quarentinha pudesse seguir no futebol baiano até duelo contra o Ypiranga, liberando-lhe depois de 18 de junho. João Ubaldo Ribeiro, então outro ilustre torcedor ypiranguense, viraria rubro-negro, tendo um Quarentinha um ídolo. Mais de cinquenta anos depois, ele se dispôs a escrever prefácio da biografia de Quarentinha (organizada por Rafael Casé), detalhando como a relação se iniciou:
Eu morava na mesma rua da Associação Atlética da Bahia, que nem sei se ainda existe. Era um clube de classe média. E era no campo de futebol de lá que o Vitória treinava (...). Como eu sempre gostei de futebol, embora ruim de bola, ia lá assistir aos treinos. Mas eu não era Vitória ainda, até que um dia eu vi o Quarentinha dar um chute do meio de campo, aparentemente sem fazer grande esforço, e acertar o travessão, que ficou balançando. A bola tirou uma lasca deste tamanho da trave, que naquela época era de madeira e quadrada, diferente das de hoje, que são redondas e de metal. (...). Eu, que estava na quadra de basquete ao lado do campo, fiquei impressionadíssimo com aquilo. E dei pra seguir o Quarentinha, até porque ele era famoso. Um dia, eu estava passando perto de Quarentinha, na beira do campo; ele aí me olhou, esticou a bola pra mim e disse: 'chuta aí, campeão'. Eu pensei, e realmente é de ruborizar, que ele tinha me visto jogar em algum lugar e que me achava mesmo um campeão. Fiquei num estado que mal pude retornar o passe dele, porque a perna não obedecia. Desse dia em diante, eu virei Vitória até morrer.(...) Eu achava que era amigo de Quarentinha. Ele me cumprimentava na rua. E eu me gabava, no colégio, dessa amizade. Enfim, para mim ele nunca foi jogador. Para mim, ele sempre foi uma criatura muito especial, acima dos outros.
Embora somente em 1990 o Vitória ultrapassasse os onze títulos estaduais (o último, em 1951, dois anos antes da estadia de Quarentinha) do Ypiranga, no início da década de 1970 o Ba-Vi já era visto oomo a principal rivalidade baiana, inclusive com livro a respeito publicado em 1973. Os últimos gols de Quarentinha pelo Vitória, curiosamente, foram em goleadas sobre o Remo: 5-1, com dois gols dele, em 26 de abril, e 4-1, com outro do ex-Paysandu, em 16 de maio.

## Botafogo

### Início sob críticas e empréstimo exitoso ao Bonsucesso

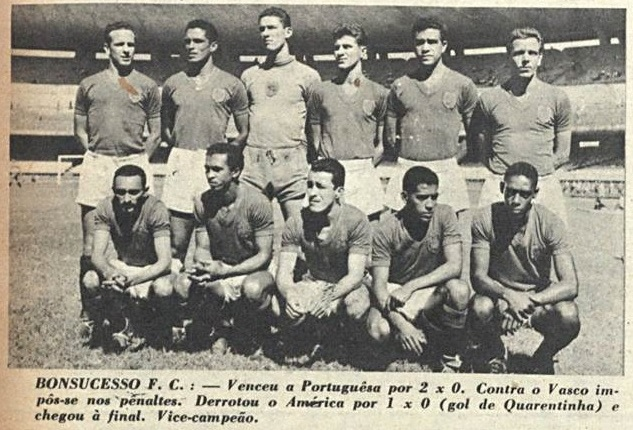
Segundo agachado no Bonsucesso vice-campeão em 1956 do Torneio Início do Campeonato Carioca.

O Vasco da Gama, que já havia sondado Quarentinha quando este ainda estava no Paysandu, buscou novamente o jogador ao saber da negociação com o Botafogo. O atleta relataria, já em 1957, que ao chegar no Rio de Janeiro em 19 junho de 1953: "fiquei, ainda sem contrato, num hotel em Santa Teresa. Uma vez, apareceu um dirigente do Vasco, José Rodrigues, e quis me levar para lá. Propôs-me que eu voltasse à Bahia e me daria dinheiro para devolver as despesas de passagens que o Botafogo tiera comigo. Ofereceu-me vantagens., mas eu, que graças a Deus sempre agi debaixo de palavra, não aceitei. Estava comprometido com o Botafogo". Parte da negociação envolveu a troca pelo meia-esquerda Jaime, que era baiano e foi por sua vez encaminhado ao Vitória.
O Botafogo já tinha certo êxito com futebolistas de origem paraense, que inclusive haviam chegado à Seleção Brasileira como alvinegros: Mimi Sodré, por coincidência filho do Lauro Sodré que dava nome ao internato onde Quarentinha e o pai Quarenta estudaram, destacara-se na década de 1910, assim como Abelardo de Lamare, presente na partida inaugural da Seleção (em 1914, contra o Exeter City); Octávio Moraes, filho da escritora Eneida de Moraes, se destacara na década de 1940 e seria arquiteto da concentração da CBF em Teresópolis. Havia ainda o caso de Nilo Murtinho, tio da atriz Rosamaria Murtinho, nascida em Belém. Octávio e Nilo foram precisamente donos de média de gols superiores à de Quarentinha no clube, tendo Nilo também média próxima de um gol por jogo pela seleção (17 em 18 partidas). João Saldanha atribuiria a Nilo a popularidade que o clube desfrutava entre os paraenses mais velhos e a Quarentinha entre os mais jovens.
Sua estreia teve gol dele - de pênalti, em 26 de junho de 1954, sobre o São Paulo pelo Torneio Rio-São Paulo de 1954. Contudo, embora Quarentinha viesse a se tornar o maior artilheiro do Botafogo, com 313 gols em 442 jogos, dentre outros recordes, ele não obteve sucesso instantâneo. Contratado por 400 mil cruzeiros, com salário inicial de 30 mil cruzeiros, pôde naquele mesmo ano marcar o primeiro dos seus gols sobre o Vasco da Gama - embora não impedisse derrota de 3-1 em 19 de setembro, em tal clássico Quarentinha também viria a se tornar o maior goleador botafoguense (dezessete gols, à frente dos doze cada de Jairzinho e de Túlio Maravilha). No mês seguinte, entretanto, crônica de Armando Nogueira viria a insinuar que Quarentinha seria "medroso".
Em 1955, passando à reserva e mantendo a forma na equipe de aspirantes, converteu somente cinco gols, a maioria em amistosos - vindo a passar meses seguidos sem marcar: de dezembro de 1954 a maio de 1955 e de agosto de 1955 a março de 1956. Em 1959, o Jornal do Brasil relembrou aqueles anos iniciais, descrevendo que Quarentinha "era tido como um bom jogador, mas mole e irritantemente displicente". Em outubro de 1955, ele expressava vontade de regressar à Bahia, desetimulado por ser escalado em posições em que não estava acostumado. Entre abril e junho de 1956, chegou a marcar gols em amistosos interncionais contra Brentford (3-2), Celta de Vigo (3-0) e Troyes (5-1). Porém, desaprovado pelo treinador Zezé Moreira, foi naquele mesmo ano emprestado ao Bonsucesso, sendo a própria venda também cogitada. Em desfavor do paraense, havia críticas de certa indisciplina juvenil e algum deslumbramento com a nova vida - seu colega Pampolini relataria já em 1983, para a Placar, que "o empréstimo, na verdade, foi uma maneira que a diretoria encontrou para castigar o Quarentinha. Ele andava rebelde, não se empenhava. Aí, o presidente Paulo Azeredo e o diretor Renato Estelita resolveram puni-lo".
O clube leopoldinense era onde trabalhava àquela altura Gentil Cardoso, técnico que havia recomendado Quarentinha ao Botafogo. Ele destacou-se no empréstimo: primeiramente, o clube chegou à decisão do Torneio Início do Campeonato Carioca de 1956. Depois, Quarentinha brigou pela artilharia do campeonato carioca daquele ano: nessa luta, terminou em quarto lugar, embora paradoxalmente defendesse uma equipe que terminou entre os últimos. Ao enfrentar o Botafogo, o "Cabeçudo" (como era chamado pelos colegas) destacou-se, como relembrado por Nilton Santos na mesma nota de 1983 feita pela Placar: "ele tinha um chute fortíssimo, todos sabíamos. Por isso nós, da defesa, evitávamos ao máximo cometer faltas perto da área. Até porque o Cabeçudo cahutava forte em cima da barreira, só de molecagem. Eu dizia: 'vai como calma, Cabeçudo', mas ele nem ligava. Numa dessas, acertou o peito do Juvenal, que caiu duro. Depois disso, nós da barreira abríamos e deixávamos o abacaxi para o goleiro...".
Como jogador do Bonsucesso, Quarentinha também chegou a ser convocado naquele ano à seleção carioca, para novo Campeonato Brasileiro de Seleções Estaduais, mas terminou por recusar o convite. Como rubroanil, chegou a marcar em dois jogos contra o Flamengo (derrota de 5-1 e empate em 1-1). A recuperação em Teixeira de Castro, experiência que o paraense valorizaria como um lucrativo "estágio", fez João Saldanha, que veio a assumir como novo técnico botafoguense, tratar de acertar o regresso do paraense a General Severiano. Com o tempo, o sucesso que viria respaldaria Quarentinha contra o erro tático cometido por Zezé Moreira, que insistia em escala-lo recuado, como meia de ligação, e não como ponta-de-lança; mesmo equívoco era cometido por Gentil Cardoso quando o treinou no Botafogo, fato que havia lhe rendido críticas já em 1955.

### Chegando à seleção: as três artilharias seguidas

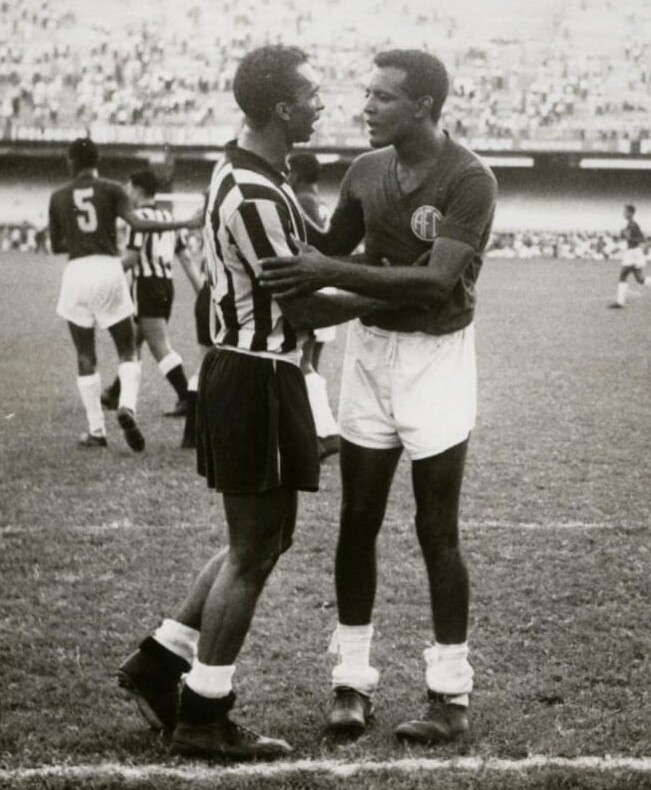
Quarentinha no Botafogo, em clássico contra o America. Ele dizia que os rubros, por serem a equipe pela qual torcia sua esposa, era a que mais gostava de marcar gols.

Como treinador, João Saldanha fez de Quarentinha, outrora utilizado como meia de ligação, passar a atuar na ponta-esquerda, colocação em que o paraense começou a sobressair-se. O primeiro gol dele no clássico com o Flamengo se deu exatamente em 1957, marcando duas vezes em empate em 3-1 pelo campeonato carioca daquele ano, o primeiro estadual que os alvinegros venceriam em nove anos, desde o título de 1948. Já no jogo do título, contra o Fluminense, Saldanha ordenara que Quarentinha se dedicasse mais a marcar Telê Santana.
O rival perdeu de 6-2, em ocasião famosa pelos cinco gols de Paulinho Valentim. Quarentinha envolveu-se especialmente no primeiro gol do jogo: sofreu a falta cuja cobrança de Didi se endereçou primeiramente ao paraense, que tentou concluir de meia bicicleta. Embora não convertesse, a bola pôde sobrar para Paulinho acertar as redes no lado oposto em que estava o goleiro tricolor Castilho. Por outro lado, os cinco gols do colega Paulinho fizeram este acabar artilheiro do certame, liderança que era precisamente de Quarentinha até o pontapé inicial. Assim, apesar do título e de já ser reconhecido como um jogador útil, o paraense ainda seguia em segundo plano em comparação a colegas.
Apesar de Quarentinha ainda ser ligeiramente contestado, seguia respaldado por João Saldanha - que em agosto de 1958 já o realocava para centroavante, justificando ao Ultima Hora sua crença: "é o elemento ideal para o jogo que estamos armando. Reconhecerão um dia seu valor", garantia João, corroborado por afirmação de Lourival Lorenzi, então treinador da Portuguesa da Ilha: "Quarentinha está na sua verdadeira posição. Lembro-me dele, na Bahia. Era o maior artilheiro. Verão como ele é bom de fato". Saldanha eventualmente também outorgou a Quarentinha a braçadeira de capitão, medida que teria causado injúria dos próprios cartolas - "onde já se viu um negro como capitão do Botafogo" foi alguns dos sussurros maldosos comentados na época.
Em 1958, o próprio Quarentinha recapitulou assim, também ao Ultima Hora, como foram seus primeiros anos no Rio de Janeiro: "cheguei aqui em princípios de 1954. Seu Gentil já me conhecia e mandou me buscar. Andei mais ou menos, mas não cheguei a me firmar muito. A mudança de ambiente, com 20 anos de idade, foi a primeira dificuldade. Depois, também, os problemas financeiros, que mais tarde Dr. Bebiano e seu Nelson Cintra me ajudaram muito. Foi no tempo de Zezé Moreira. Foi mesmo uma fase ruim. Não venderam meu passe porque Dr. Bebiano não deixou". Na mesma entrevista, explicava que a aparente lentidão em campo se devia ao "sistema de jogo. Seu João Saldanha recomenda que às vezes eu faça isso. Cumpro suas ordens. Os que ignoram isso, condenam-me. Pouco me importa, agora"; também não se dispunha a mudar seu estilo calado de quem sequer respondia críticas, mas prometia jogar "com raiva".
O primeiro gol de Quarentinha no clássico com o Fluminense ocorreu precisamente em 1958, assinalando o segundo gol alvinegro na vitória de 2-1 pelo estadual daquele ano - no qual marcaria em outra vitória sobre os tricolores, por 2-0. De um desses clássicos naquele ano, recordava-se em 1983 que em "um jogo de 1958, no Maracanã, vi o Castilho cair na minha frente. Chutei pela primeira vez da entrada da área e a bola bateu em seu nariz. Chutei outra vez e pegou no seu peito. Nunca vou esquecer a figura do pobre Castilho desmoronando aos poucos, até perder os sentidos".
Em 1958, Quarentinha também marcou duas vezes sobre o Flamengo (ambos em vitória de 3-2 pelo estadual) e destacou-se ainda mais contra o Vasco, contra quem não marcava desde o gol de quatro anos antes: anotou, primeiramente, em derrota de 4-2 pelo Torneio Rio-São Paulo de 1958; outros dois cada em 5-0 (que ainda é a maior goleada botafoguense no duelo) e em 3-0 válidos pelo Torneio Extra, respectivamente em 11 e em 14 de junho; e outro em 2-0 pelo estadual. O Vasco seria precisamente o campeão, mas Quarentinha sagrou-se o artilheiro do certame. À parte desses duelos, destacou-se também em dois gols em vitória sobre o Atlético Mineiro, derrotado por 5-4 após estar vencendo por 4-0. Esse encontro voltou à tona em 2024, em função da final da Copa Libertadores da América de 2024 ser decidida por esses dois clubes.
Em 1959, marcou dois gols no Vasco - em derrota de 2-1 em janeiro, ainda válida pelo estadual de 1958, e em vitória de 1-0 em agosto, já pelo campeonato carioca propriamente de 1959; outros dois no Fluminense, ambos em 3-3 pelo estadual daquele ano, ganho pelo rival; e quatro sobre o Flamengo: dois em 2-2 em janeiro, ainda pelo carioca de 1958; e, pelo estadual de 1962, o paraense fez o segundo dos alvinegros em vitória de 2-1 e em derrota de 6-2. Seu gol favorito, todavia, fora um contra o America, por ter driblado quatro vezes o mesmo adversário. Em dezembro, a boa fase e a capitania chegaram a fazê-lo, em resposta a críticas antigas a si e colegas, a se recusar a cumprimentar um chefe de torcida alvinegra.
Dentre partidas amistosas do Botafogo, marcou gols sobre a seleção da Áustria (2-2), Atlético de Madrid (dois em 6-4, na capital espanhola), Sevilla (2-1), Feyenoord (derrota de 3-1), Anderlecht (três em 5-0); já pela seleção carioca, marcou duas vezes em 6-1 sobre o River Plate. Ao fim de 1959, Quarentinha foi novamente o artilheiro do torneio carioca, mesmo sem o título para o Botafogo; entre maio e junho, o Corinthians buscou sua contratação, rechaçada por João Saldanha. Em setembro daquele ano, também estreou pela seleção brasileira, um mês após externar publicamente sua pretensão a tanto:
Vim para o Botafogo com 21 anos. Hoje estou com 25 e em setembro completarei 26 anos de idade. Andei muito, aprendi bastante. Hoje, tenho a experiência necessária e a orientação mais lógica para que possa apresentar rendimento que convença a todo mundo. Sofri muito, sei disso, mas sempre procurei superar todos os obstáculos que surgiram. Tive amigo e um homem que sempre acreditou em mim: João Saldanha. Manteve-me no time, deu-me moral e não deu crédito às críticas (que hoje ainda fazem) contra meu estilo, minha inteligência e capacidade. Levei muito tempo para cair na simpatia do público. Constantemente vi-me acusado de 'moroso', 'lerdo', até mesmo de 'burro' sei que me chamaram. Resisti a tudo. Minha esposa me estimulava. Fazia-me ir para a frente. Nunca desisti. Hoje, felizmente, estou em melhor forma física. Estado de saúde excelente e maior compreensão da torcida. O apoio do público ajuda muito. Se antes corri e subi sem esse apoio, agora, que a torcida parece estar comigo, terei muito mais chance de progredir. Só espero, um dia, integrar uma seleção brasileira. Esse é meu velho sonho. Sonho de todos os jogadores. Acho que tenho futebol capaz de merecer, pelo menos, uma convocação.
Sua ascensão, na época, chegou a ser creditada ainda em agosto à falta de concorrência tática com Didi, após a transferência deste ao Real Madrid. Os jogadores negavam: Didi chegaria, já em 1987 a enaltecer a importância da habilidade do colega em aproveitar de modo otimizado os cruzamentos: "no Botafogo, eu ensaiava lançamentos de todas as distâncias com Quarentinha, que era centroavante. Isso servia muito mais para mim do que para ele, mas Quarentinha fazia questão de me ajudar, porque a sensibilidade na hora de receber o passe é importantíssima. Na Copa de 1970, Gérson mandou uma bola de 50 metros na cabeça de Pelé, que tocou para Jair marcar o terceiro gol contra a Itália...". Quarentinha, por sua vez, declarou em 1959:
Não foi a saída de Didi que me fez crescer de produção dentro do Botafogo. Absolutamente. Embora eu tenha uma grande admiração pelo extraordinário meia, é infantil a afirmação de que era ele quem me apagava no time. Pelo contrário, sempre fiz mais gols do que ele! A verdadeira responsável pela melhoria de minhas atuações e pela excelente fase que eu estou atravessando em minha carreira é minha esposa, D. Olga do Carmo Lebrego, que nunca deixou dem em incentivar, mesmo nos momentos mais difíceis, como os que passei, por exemplo, aqui mesmo dentro do Botafogo, na época em que fui contratado. Também devo a Ademar Bebiano meu ingresso no Botafogo. Foi ele quem pagou os 450.000 cruzeiros ao Vitória. Logo que aqui cheguei, vi que minha chance de subir era mínima, pois Carlyle, Paulinho e João Carlos já se haviam firmado na posição e desbancá-los seria quase impossível. Assim, fiquei mais de três anos encostado, jogando nos aspirantes. Em consequência, ganhava pouco e lutava com uma série de dificuldades de ordem financeira, pois minha família era e é numerosa. Agora, felizmente, chegou a época da bonança. Ganho bem relativamente e moro numa casa bastante confortável, aqui mesmo em Botafogo. Para quem, como no meu caso, já esteve a  de ser despejado do apartamento por falta de pagamento do aluguel e ainda teve que empenhar todas as joias para que a família não sofresse privações, a fase atual pode ser considerada como de ouro. Eu, que sempre vivi modestamente, desde cedo experimentando a dureza da vida, posso agora me considerar um homem plenamente feliz.
Em 1960, Quarentinha, pelo Botafogo, inicialmente marcou, em fevereiro, gols em amistosos contra as seleções da Costa Rica (2-2) e México (duas vezes em vitória de 3-1 e outra em 2-1). Ainda no primeiro semestre, foi artilheiro do Torneio Rio-São Paulo de 1960, onde marcou gols nos clássicos contra Flamengo (derrota de 3-1) e Fluminense (2-2), que terminou campeão e o Botafogo, vice, em duelo no qual o artilheiro, lesionado não pôde atuar - ele também se sobressaiu naquela edição do Rio-São Paulo por marcar todos os onze gols botafoguenses nos duelos contra equipes paulistas.
Posteriormente, no campeonato carioca, o paraense foi pela terceira vez seguida o artilheiro da competição, embora outra vez não terminasse campeão. Ali, a taça premiou o America, contra quem o Botafogo concorreu pelo título até empatar confronto direto em 3-3 na penúltima rodada, mesmo estando por três vezes na frente do placar.
Ao longo do estadual de 1960, Quarentinha marcou seus outros gols nos clássicos do ano: duas vezes em 4-1 no Flamengo, uma em 1-1 com o Fluminense e, por fim, outra em 2-1 no Vasco. Entretanto, foi por marcar quatro gols em duelo com o Olaria que ele teve dedicada a si uma crônica de Nelson Rodrigues:
Há uma verdade grave e milenar, segundo a qual "futebol é gol". E Quarentinha, contra o Olaria, fez quatro gols! Amigos, há quem não faça isso em quarenta jogos. Muitos sujeitos que atravessam um ano sem que Deus lhes conceda a graça de um único e solitário tento. Assim é Quarentinha, do Botafogo. Não é outra a sua função, não é outro o seu destino terreno. Deus, quando o fez, disse: 'Vai, rapaz, e marca gols pra burro!'. Eu imagino que em cirança, nas peladas de pé no chão, Quarentinha já tenha feito gols aos borbotões. Não será decerto um requintado, um virtuoso, um estilista como Didi. Mas, Didi, sabemos nós, Didi, com sua nobreza racial, parece mais um ornamental escravo núbio de um filme de Cecil B. de Mille. Ele trata cada gol amorosamente como se fosse uma orquídea rara. Ao passo que Quarentinha é o homem das bombas sobrenaturais. Quando Quarentinha enfia o pé, há um estouro medonho. Todo artilheiro tem um numeroso anedotário, um farto foclore de gols. E no fim de certo tempo, não sabe o que é verídico e o que é idealizado, o que é simples fato e violenta imaginação. Há quem atribua a Quarentinha gols de todos os feitios. Lembro-me de um deles que foi marcado do meio da rua. Quarentinha encheu o pé e lá foi a bola ceifando, dizimando, devastando todos os que surgiam em seu caminho. O pobre arqueiro teve a ingenuidade de se meter na frente. Quase morreu. E como se não bastasse tudo o mais, a bola ainda estourou as redes. Mas vamos e venhamos: contra o Olaria o meu personagem exagerou. Quatro! A bola não tinha tempo de se recuperar, entre um gol e outro. E, sempre que metia mais um, acontecia o seguinte: a cara de Quarentinha se contraía num espasmo gigantesco. Felizmente, o jogo acabou. Do contrário, Quarentinha estaria lá marcando gols até agora.
Considerando-o "inegociável", o Botafogo recusou proposta de 10 milhões de cruzeiros do São Paulo e, ao fim do ano, também dificultou negociações com emissários de clubes da Argentina. Futebolistas brasileiros estavam altamente valorizados em tempos de força econômica do país vizinho, com a dupla Boca Juniors (Orlando Peçanha, Dino Sani, Almir Pernambuquinho, Maurinho, Del Vecchio, Paulinho Valentim e o treinador Vicente Feola, dentre outros) e River Plate (Moacir, Paulinho, Delém, Salvador e outros) encapando no período contratações que incluíam vencedores da Copa do Mundo FIFA de 1958 (casos de Orlando, Dino, Feola e Moacir) e outros com passagens pela seleção brasileira (todos os demais).
Ao fim de 1960, Quarentinha era o terceiro jogador mais bem pago do futebol carioca, atrás do "líder" Bellini e da dupla botafoguense Didi (já de volta do Real Madrid) e Garrincha, que recebiam cada um o segundo maior salário - estando o paraense à frente de Castilho e Zagallo, todos estes jogadores integrantes do Brasil campeão mundial em 1958. A respeito, desabafou: "pretendo premiar aquela que é a maior responsável pela minha total recuperação no futebol - D. Olga Carmo Lebrego, minha esposa - montando, para ela, um salão de beleza completo. Minha senhora é formada como cabalereira e sempre teve tondade de possuir um salão. Nada mais justo que eu, agora que atravesso a melhor fase de toda a minha carreira, recompense aquela que me aplaudiu quando todos me repudivam e que me deu ânimo para lutar. (...). Eu era um zero à direita, uma figura decorativa do ata1ue, ninguém acreditava em mim, só eu minha esposa. Os jornais não se ocupavam com o meu nome, que só aparecia mesmo na escalação. Murmurava-se contra mim, campanhas eram desencadeadas visando meu afastamento (...) Cheguei a ser quase dado, de graça, a um clube de menor expressão. Hoje, por ironia do destino, ou pela intervenção divina, meu passe vale milhões, fui artilheiro do campeonato passado, passei a jogar na seleção nacional e me incluem entre os jogadores mais bem pagos do futebol carioca. Parece mentira que toda essa reviravolta se tenha verificado em menos deu m ano. Foi uma mudança da água para o vinho. Danei-me a fazer gols e o resultado aí está, para provar que 'quem está só, mas com Deus, é maioria'".
Antes de Quarentinha, a história do campeonato carioca já havia visto alguns jogadores conseguirem por três vezes a artilharia (Nonô em 1921, 1923 e 1925, Telê em 1924, 1928 e 1929, Nilo Murtinho em 1924, 1927 e 1933 e Carvalho Leite em 1936, 1938 e 1939), mas ele foi o primeiro a alcançar em anos seguidos o feito - com 20 vinte gols em 1958, 27 gols em 1959 e 25 gols em 1960). Desde a de 1960, o torneio também passou por mais de dez anos sem que seu goleador chegasse a 20 gols, até Luisinho Lemos conseguir exatamente 20 em 1974. Posteriormente, apenas Cláudio Adão (1978, 1980 e 1984), Roberto Dinamite (1978, 1981 e 1985) e Túlio Maravilha (1994, 1995 e 2005) também conseguiram três artilharias, mas não seguidamente; e somente Zico (1975, 1977, 1978, os dois torneios de 1979 e 1982) e Romário (1986, 1987, 1996, 1997, 1998, 1999 e 2000) conseguiram superar, inclusive seguidamente, o feito de Quarentinha.

### Os títulos em série entre 1961-64
Quarentinha começou o Torneio Rio-São Paulo de 1961 com três gols em 5-1 sobre o Vasco e outro em 3-0 sobre o Flamengo, mas viriam a ser também seus únicos gols em clássicos naquele ano: no decorrer de 1961, o centroavante sofreu um período inativo, após retardar a cirurgia em um menisco lesionado no Cairo  e agravado em Lisboa  em partidas da seleção ainda em 1960 - temia que a operação encerrasse sua carreira. A falta de forma inicial, após "quase um ano" parado, eventualmente lhe afastaria de vaga na Copa do Mundo FIFA de 1962.

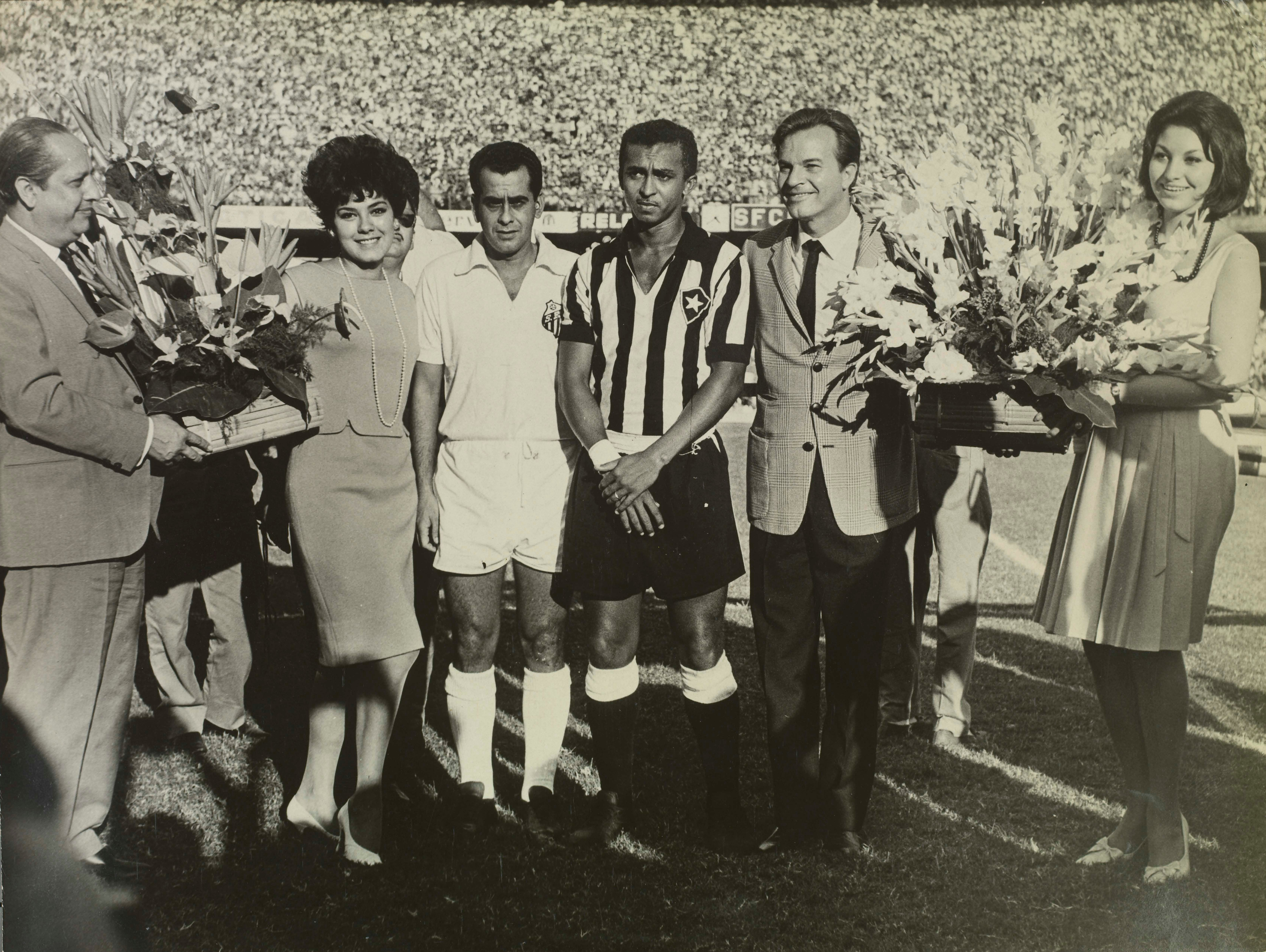
Quarentinha e Zito antes de Botafogo x Santos pelo Torneio Rio-São Paulo de 1963.

Voltou aos treinos do Botafogo somente na segunda quinzena de outubro de 1961. O campeonato carioca daquele ano foi jogado até 28 de dezembro e o Botafogo voltou a vencer a competição, mas sem que Quarentinha chegasse a entrar em campo em todo o torneio. Mesmo assim, foi considerado campeão. Sua reestreia foi precisamente em partida festiva em que seu clube e o Santos, campeão paulista de 1961, trocaram faixas em 3 de janeiro de 1962 - vindo os cariocas a vencerem por históricos 3-0.
Em 1962, Quarentinha integrou a princípio o Botafogo vencedor do Torneio Rio-São Paulo de 1962, no qual o posto de artilheiro do clube e do certame seria de Amarildo. À Revista do Esporte, prometia recuperar-se plenamente: "já fui até ponta-esquerda no Botafogo, lembram-se? Pois digo sinceramente que posso atuar com o mesmo rendimento em qualquer um dos postos do trio atacante. O meu objetivo, jogando em qualquer uma das três posições, é marcar muitos gols, pois chute para isso eu tenho, graças a Deus". O título veio na rodada final, em 3-1 sobre o Palmeiras, partida disputada uma semana antes de parte da equipe alvinegra embarcar a treinos dos pré-convocados ao Mundial do Chile. Em seu primeiro gol desde março de 1961, Quarentinha abriu o placar antes do primeiro minuto de jogo. Ele seria incluído na pré-convocação, mas eventualmente cortado, sem ter novas chances para demonstrar que estava recuperado.
Ao fim de junho, apesar do corte da Copa do Mundo, o atacante foi no fim de junho de 1962 procurado pelo Vasco da Gama, dispondo-se a uma transferência. Não negociado, teve seu reestabelecimento total veio no campeonato carioca de 1962: com 17 gols, ficou um abaixo da artilharia (do vascaíno Saulzinho), por um Botafogo que comemorava o bicampeonato estadual seguido. Seu salário no clube, no começo em 30 mil, já estava reajustado para 120 mil cruzeiros. Na campanha, ele, que não havia marcado gols sobre o Fluminense em 1961, marcou os dois da vitória por 2-0 em 15 de setembro. Esses gols também representaram a quinta de seis vitórias botafoguenses seguidas no Clássico Vovô, recorde que o clube alvinegro demoraria até 2024 para igualar.
Por aquele campeonato carioca, Quarentinha também marcou sobre o Vasco, em 1-1. Embora não chegasse a vazar o Flamengo, fez-se presente no 3-0 que assegurou o bicampeonato estadual seguido ao Botafogo em 15 de dezembro daquele ano; Garrincha anotou o terceiro gol precisamente ao aproveitar rebote do goleiro flamenguista Fernando em conclusão de Quarentinha, que havia arrematado um violento chute de "sem pulo" na meta rubro-negra.
Cerca de cinquenta anos depois, Zico recordaria: "no 3-0 do Garrincha, eu fui. Três gols dele. Um foi meio contra, a bola bateu no Vanderlei. Era um timaço. A linha era Garrincha, Didi, Quarentinha, Amarildo e Zagallo. Pampolini no gol... Por causa dessas coisas, eu queria sempre ganhar do Botafogo. Tinha a freguesia, por causa do Manga. Quando você é torcedor, sente mais. Ele chegava sempre e dizia 'Vou gastar o bicho na véspera'. E eles iam lá e ganhavam mesmo". Satisfeito, o Botafogo deu ao paraense cinco milhões de cruzeiros em luvas e 140 mil de salário-base - reajuste avaliado pelo Diario de Noticias como algo que o jogador "merece, pois tem classse de campeão do mundo. Seus chutes são tão gostosos quanto um açaí gelado e têm vitaminas".
No decorrer da campanha do bicampeonato, Quarentinha também voltou a treinar com a seleção, embora ainda demorasse até abril de 1963 para voltar a jogar por ela. Em janeiro de 1963, o clube precisou, para renovar com o atacante,  superar uma proposta do Boca Juniors, tendo os argentinos utilizado até mesmo seu brasileiro Orlando Peçanha para persuadir o paraense. Em março, Quarentinha e o Botafogo então decidiram a Taça Brasil ainda válida por 1962. Ele marcou nos dois primeiros jogos, abrindo o placar no Pacaembu sobre o Santos de Pelé, vencedor por 4-3. Também anotou o segundo gol carioca na vitória de 3-1 no Maracanã.
Contudo, sem critério de saldo de gols como desempate, o triunfo no segundo jogo somente forçou um terceiro duelo 48 horas depois, com o Santos campeão por 5-0, no que foi considerado o "maior jogo do mundo" ou "o jogo do século" pela presente de onze vencedores da Copa do Mundo FIFA entre os 22 jogadores em campo e outros jogadores de categoria que calhavam de sucumbir à pesada concorrência na seleção.
O Santos, adiante, também eliminaria o Botafogo nas semifinais da Copa Libertadores da América de 1963, no que foi por mais de sessenta anos a melhor campanha botafoguense no torneio. A conquista internacional botafoguense em 1963 deu-se na edição daquele ano no Torneio de Paris, com gol dele no 3-2 sobre o Racing parisiense, então o principal time de futebol da capital francesa.

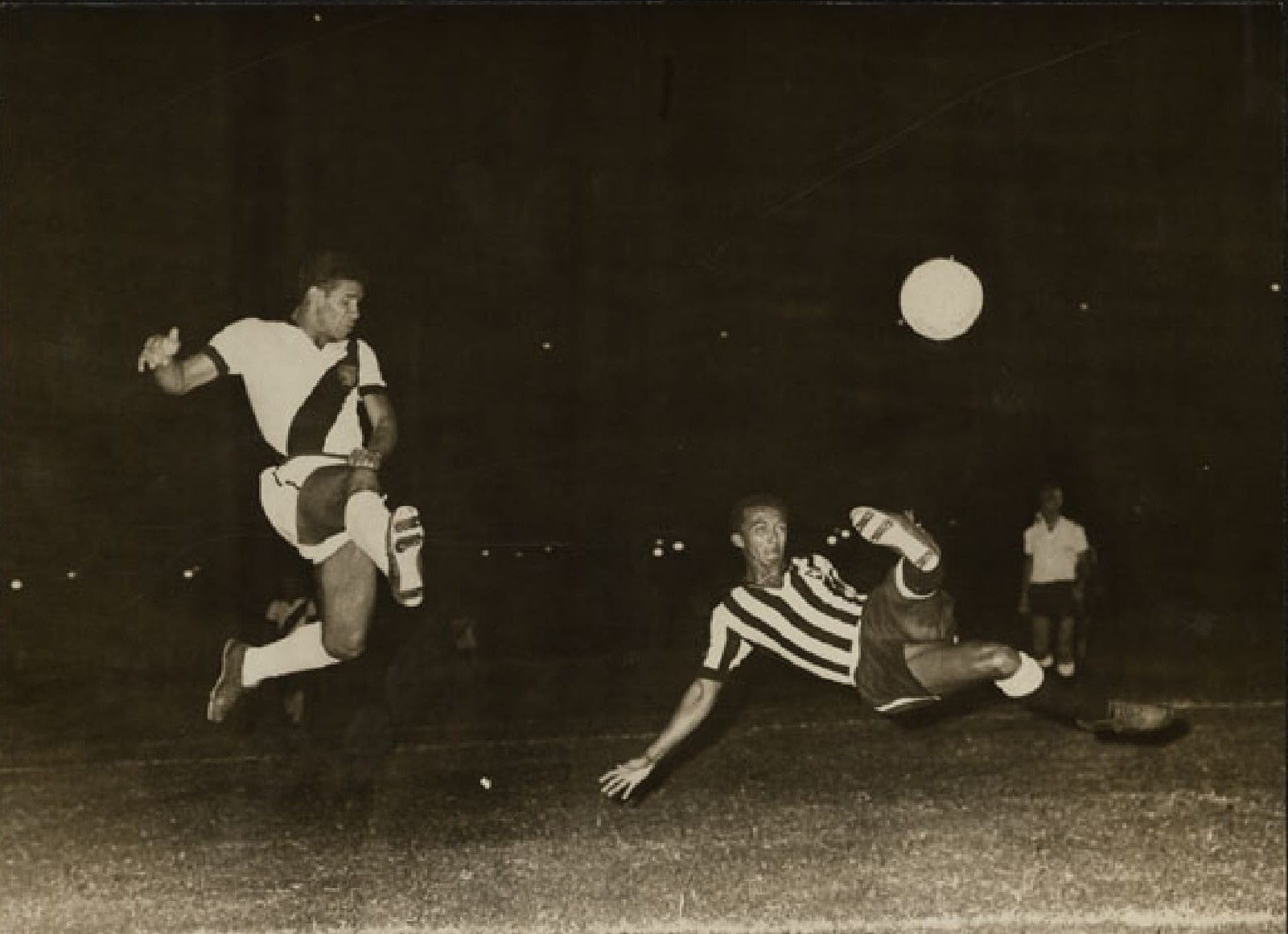
Quarentinha em 1963, em clássico do Botafogo com o Vasco, duelo no qual é o maior artilheiro botafoguense.

Ao longo de 1963, Quarentinha marcou gols em todos os principais rivais. Contra o Flamengo, marcou um gol cada em vitória de 2-0 pelo Torneio Rio-São Paulo de 1963 e em derrota de 3-1 pelo estadual de 1963. Aqueles foram também seus últimos gols sobre o principal rival. Àquela altura, o paraense era o terceiro maior goleador botafoguense no clássico, até ser eventualmente superado pelos dezesseis gols de Jairzinho, atual terceiro colocado na lista encabeçada por Heleno de Freitas (22, na década de 1940) e Nilo Murtinho (18, entre as décadas de 1920 e de 1930).
Sobre o Fluminense, Quarentinha também fez em 1963 seus últimos gols: um em 2-0 pelo Rio-São Paulo e outro no 3-0 pelo carioca. Nesse duelo, seus dez gols ao todo fazem dele o terceiro maior artilheiro botafoguense no "Clássico Vovô", igualado a Flávio Ramos (década de 1900), Geninho (década de 1940) e Octávio Moraes (décadas de 1940 e 1950), O segundo maior, Dino da Costa, somou um gol a mais, com o recorde pertencendo aos dezesseis de Heleno de Freitas. Na década de 1980, o compositor Ronaldo Bôscoli ainda recordava desses bons números: "custou muito tempo para que fosse aplacada a minha bronca contra o Quarentinha. Isso na condição de torcedor do Fluminense. Se ele em geral fazia gols em quase todos os jogos que disputava, (...), Quarentinha adorava fuzilar o Castilho antes de tentar arrancar a cabeça do Pinheiro. No meu fraco entender - e aí passo uma ironia - o chute de Quarenta tinha o mesmo calibre e a mesma potência que o dos maiores chutadores do Brasil em todos os tempos. Não era só impacto. Some-se a ele uma direção mortífera, embora serpenteando como uma cobra irada".
Maior goleador botafoguense nos duelos com o Vasco, Quarentinha marcou em 1963 no 1-1 pelo Rio-São Paulo e, por fim em duas vitórias de 2-0 em 1964, ambas pelo campeonato carioca daquele ano. Todavia, o atacante dizia que o oponente que mais gostava de ver perder era o America, para poder provocar sua esposa, torcedora rubra fervorosa. Contra este clube, Quarentinha somou um gol pelo Bonsucesso e dezesseis pelo Botafogo, em confrontos que também tinham aura de clássico nas décadas de 1950, quando os dois clubes chegavam a ter quantidade próxima de torcedores e somente três títulos estaduais de diferença, e de 1960. Em 1959, o paraense de fato chegara a referir-se ao America como outro "grande time" do Rio.

### Saída em meio ao último título
Em 1963, por ter direito à cidadania portuguesa como filho de pai nascido no Cabo Verde colonial, foi sondado pelo Sporting, sem que a abordagem europeia prosperasse, embora fosse-lhe oferecida também a possibilidade de defender a seleção de Portugal. Embora dirigentes do clube de Lisboa visitassem pessoalmente Quarentinha na casa dele, o jogador considerava difícil sua saída naquele momento; não se atraía pela proposta de 20 milhões de cruzeiros em luvas, só cogitando deixar a vida "estabilizada" no Rio de Janeiro diante de condições financeiras efetivamente "excepcionais", e também estava ciente dos obstáculos que o Botafogo criaria: o então presidente alvinegro Renato Estelita julgava o paraense como "indispensável" e o treinador, Gentil Cardoso, reputava Quarentinha como "o melhor atacante brasileiro". Na Europa, ele também foi especulado pelo Barcelona, em agosto daquele ano.
Ao jornal catalão Mundo Deportivo, o dirigente Sérgio Darcy declarou que o Botafogo não vendia jogadores e sim comprava, esclarecendo que "Amarildo foi vendido porque o jogador dirigiu uma carta ao clube pedindo sua transferência ao Milan e não é política do clube ter um jogador contra seu desejo". Com efeito, o dinheiro da venda de Amarildo ao Milan foi rapidamente investido na aquisição de Gérson, em negócio intermediado por Quarentinha: ambos teriam se encontrado casualmente em uma oficina de veículos, onde o paraense ouviu do colega que este fora declarado dispensável no Flamengo, ainda que sob a ideia de que nenhum outro clube brasileiro teria fundos para adquirir o passe do "Canhotinha" - que logo teria recebido carona de Quarentinha para a sede botafoguense em General Severiano.
Ainda em 1963, contudo, sabia-se que a personalidade pouco bajuladora de Quarentinha o fazia não ser apreciado por muitos diretores do Botafogo. Em 1964, segundo ele, "como eu não comemorava os gols que fazia, um dia me tiraram e puseram para jogar nos aspirantes. Era contra o Campo Grande. na preliminar, ganhamos de 4-0 e fiz todos os gols. O time principal perdeu de 3-1. Voltei no jogo seguinte". Em junho, ainda recebeu um agrado do clube, que lhe concedeu folga no regresso de excursão da Belém (ocasião em que seu irmão Walmir, enfrentando o Botafogo, terminou tendo um pênalti defendido por Manga) e ao Suriname para que pudesse usufruir dos familiares na cidade natal; Mas, ao fim daquele ano, outro entrevero com a direção acarretaria em sua saída: o estopim teria sido respostas ásperas de desagrado a um diretor que lhe dera tapas nas costas para cumprimenta-lo por um gol no America. Ter mais de 30 anos de idade, no contexto do preparo físico da época, também prejudicava sua permanência.
Os últimos gols do atacante pelo Botafogo ocorreram em vitória de 5-0 sobre o Canto do Rio, marcando duas vezes em partida realizada em 15 de novembro, pelo campeonato carioca de 1964. Sua última partida foi em 29 de novembro, no 1-1 com o Bonsucesso. Naquela temporada, o Botafogo venceu o Torneio Rio-São Paulo de 1964, embora o torneio só fosse concluído somente em janeiro de 1965 - declarando-o campeão conjuntamente com o Santos diante da falta de datas para uma segunda final, embora os cariocas, já sem Quarentinha, vencessem a primeira por 3-2. Naquela campanha, seu único gol foi sobre a Portuguesa.
Além de maior artilheiro, Quarentinha também é o único a passar a marca de trezentos gols pelo Botafogo, liderando tabela seguida por Carvalho Leite (fontes variam entre 261 e 274 gols), Garrincha (entre 242 e 245), Heleno de Freitas (entre 204 e 209), Jairzinho (entre 189 e 191), Nilo Murtinho (entre 184 e 190), Octávio Moraes (171), Túlio Maravilha (167), Roberto Miranda (entre 152 e 154), Dino da Costa (entre 144 e 145)  e Amarildo (136).

## Carreira após o Botafogo

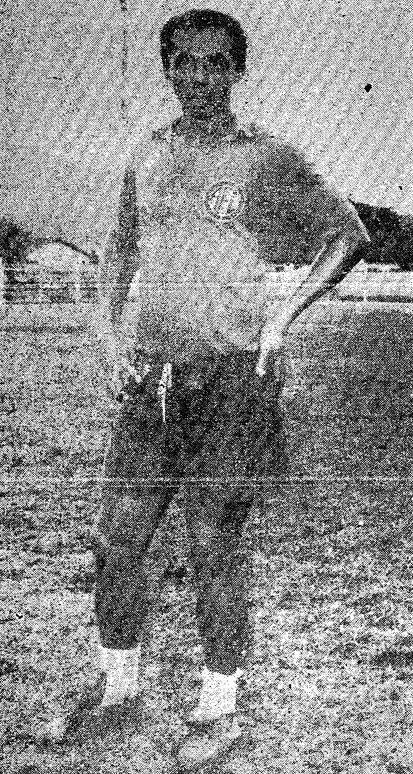
Quarentinha no América de Joinville.

Quarentinha teve proposta do Vasco da Gama em 1964. Mas seu clube seguinte foi a Unión Magdalena, marcando a partir de fevereiro de 1965 seus primeiros gols por esta equipe da Colômbia. O campeonato colombiano havia sido na década de 1950 um Eldorado capaz de atrair até jogadores ingleses, a exemplo de um que deixara o Manchester United para defender o Santa Fe, e seguia sendo financeiramente atraente na década de 1960 para jogadores veteranos.
Ainda em 1965, o jornal Ultima Hora, através de carta enviada pela esposa do jogador, noticiou em novembro: "Confirmando sua fama de jogador, Quarentinha é quase o artilheiro principal do campeonato colombiano. Atuando num time que ocupa colocação bem inferior no campeonato, Quarenta está apenas dois gols atrás do artilheiro do campeonato. Começou a disputar jogos com o campeonato já iniciado e, informa ainda Dona Olga, que ele ficou quatro jogos sem atuar, em face de uma contusão. Seu prestígio na Colômbia, em peso, é grande. Guardando as devidas proporções, é o Pelé do futebol colombiano. A crônica colombiana, de todas as cidades, conhece o Unión Magdalena como o 'time de Quarentinha' e só anunciam seus jogos assim: Quarentinha y su tropa (...). Classificam o Unión Magdalena como a "dança brasileira". (...) Revela-nos Dona Olga Lebrego que (...) a situação financeira do grande artilheiro é excelente. Desfruta de grande prestígio, é respeitado e vive tranquilamente, sem a afobação que sofreu várias vezes no Rio.
Quarentinha acumulou quarenta gols pela Unión Magdalena, defendendo-a até junho de 1966. Desses gols, 27 foram feitos em 1965, temporada em que foi aclamado pela imprensa local como o melhor jogador em atividade na Colômbia e tornado "imortal" pea a torcida do clube. Em julho de 1966, o brasileiro passou a defender o Deportivo Cali, pelo qual somou onze gols. Contudo, seu desempenho em Cali foi considerado abaixo do esperado, levando-o a ser renegociado, com o Junior de Barranquilla.
Em fevereiro de 1967, já começava a fazer gols pelo Junior, onde já jogava desde 1966 o atacante Dida, até então o maior artilheiro do Flamengo. Quarentinha marcaria doze gols pelos rojiblancos, todos pelo campeonato colombiano de 1967, temporada em que o Junior ainda manteve Dida. Ambos compuseram o que chega a ser considerado o melhor ataque do futebol colombiano, causando surpresa a decisão tomada por Quarentinha, em dezembro de 1967, de voltar ao Brasil; queria criar na terra natal os filhos .
No regresso, Quarentinha teve primeiramente uma passagem sem gols pelo Olaria. Em agosto de 1968, enquanto o Junior de Barranquilla importava Garrincha, Quarentinha já defendia o América de Joinville. Nele, o paraense marcou sete gols, assim como em seu clube seguinte, o Hercílio Luz. Os últimos gols de Quarentinha se deram em 1970, pelo Almirante Barroso, também de Santa Catarina. Neste clube de Itajaí, chegou a conciliar o posto de jogador com o de auxiliar técnico do treinador Itamar Montrezor. Por outro lado, sua estadia no futebol catarinense o afastou da família, chegando a publicizar nova relação amorosa na região.
Em janeiro de 1971, Quarentinha teve o contrato de jogador rescindido com o Almirante Barroso, que ao longo de 1971 o reempregou como treinador - o paraense, na época, também trabalhava em estabelecimento comercial pertencente ao presidente almirantino. No início de 1972, embora fosse sondado pelo Rio Branco de Paranaguá e desejado pelo ex-colega Didi para compor sua comissão técnica no River Plate, a princípio permaneceu no Barroso.
Na primeira semana de março de 1972, Quarentinha efetivamente deixou o Almirante Barroso, noticiando-se sua ida ao River para treinar as categorias de base do clube argentino, então bastante valorizadas pelo técnico brasileiro Didi. Contudo, embora amplamente querido por seus jogadores, o próprio Didi viria a pedir demissão na primeira quinzena de abril, após uma sequência de resultados ruins reforçarem críticas na imprensa e na torcida pelo jogo vistoso que pregava não se traduzir em títulos em um gigante que aguardava desde 1957 para voltar a ser campeão. Com a saída dele, Quarentinha optou por demitir-se junto.
O Almirante Barroso, por sua vez, desativou seu futebol naquele mesmo ano. Quarentinha explicaria, ao Jornal dos Sports, que "acontece que o futebol de Santa Catarina é ainda muito pobre. Por isto, o clube acabou tendo que acabar com o futebol profissional". Factualmente, chegou trabalhar como estivador no Porto de Itajaí até Nilton Santos ajuda-lo a reconciliar-se com a família e, assim, viabilizar regresso ao Rio de Janeiro.

## Seleções estaduais

### Esquecido pela Paraense, atraindo o Botafogo pela Baiana

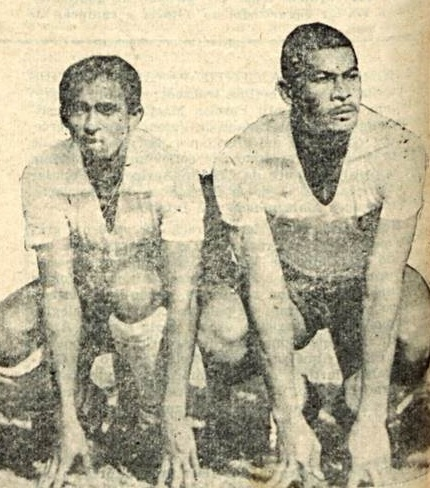
Quarentinha (à esquerda) na Seleção Baiana, junto com Juvenal, também do Vitória.

Tanto o pai, Quarenta, como o irmão Walmir defenderam a Seleção Paraense no antigo Campeonato Brasileiro de Seleções Estaduais, competição que perdeu relevância na década de 1960 a partir do advento da Taça Brasil de Futebol - após a edição de 1962, veio a ser realizado somente mais uma vez o Brasileiro de Seleções, em 1987, sob fracasso de aprovação.
No ano de 1952, houve Brasileiro de Seleções, entre março e abril, mas o treinador Nagib Coelho Matni não levou Quarentinha; seria justamente a partir de abril que o futuro botafoguense teria seu grande momento no Paysandu, como artilheiro de excursão às Guianas. Em 1953, o atacante deixou o futebol da terra natal. Quem defenderia a seleção do Pará seria somente o outro Quarentinha do Paysandu, entre 1957 e 1971.
O êxito imediato pelo Vitória, por outro lado, fez Quarentinha participar da edição de 1954 do antigo Brasileiro de Seleções, ainda que pela Seleção Baiana. Foi justamente em amistosos preparatórios ao Brasileiro que ela duelou com o Botafogo - assim como contra o Internacional. Relembrando em 1958 aqueles jogos, o atacante comentou, ao Ultima Hora: "joguei contra o Botafogo pela seleção baiana. Vencemos de 4-1 e fiz um gol. Ganhamos do Internacional de Porto Alegre por 2-1 e fiz os dois. Empatamos com os pernambucanos de 2-2 e fiz os dois gols. Perdemos do Paraná e fiz o gol baiano. Na revanche, vencemos 4-1 e fiz dois gols. Nosso técnico era Newton Cardoso, que deixou o scratch antes de terminar o campeonato brasileiro".
O Inter quis contrata-lo, mas o técnico alvinegro, Gentil Cardoso, pai do próprio Newton Cardoso que trinava os baianos, antecipou-se em providenciar a negociação de Quarentinha com seu clube. Curiosamente, Gentil treinaria o Pará no Brasileiro de 1962, dirigindo ali tanto o outro Quarentinha como também Walmir, o irmão do Quarentinha botafoguense.

### Seleção Carioca: se consagrando contra argentinos e paulistas

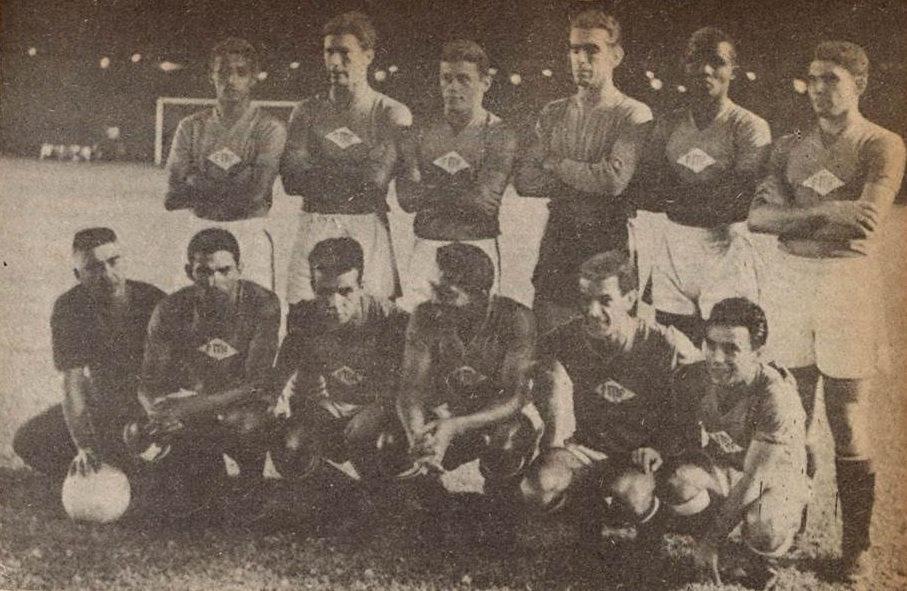
Seleção Carioca em 1959: Altair, Bellini, Amaro, Castilho, Zózimo e Coronel; Garrincha, Almir Pernambuquinho, Quarentinha, Telê Santana e Babá.

Como jogador do Bonsucesso, Quarentinha foi a ser convocado à Seleção Carioca para o Campeonato Brasileiro de Seleções Estaduais ocorrido entre dezembro de 1956 e janeiro de 1957, mas terminou por recusar o convite. O primeiro adversário dela no certame foi justamente o Pará, rendendo a primeira vez em que alguma delegação paraense jogou futebol no estádio do Maracanã. O único Quarentinha presente no duelos foi o outro, de carreira profissional integralmente desenvolvida no Paysandu.
Em 16 de dezembro de 1959, quando a Seleção Carioca ainda representava o antigo Distrito Federal, Quarentinha abriu o placar e marcou o terceiro gol em 6–1 sobre o River Plate, além de contribuir em outros gols. Nas aspas do Jornal dos Sports, no primeiro gol ele acertou "violenta testada" aos 11 minutos nas redes de Amadeo Carrizo, em bola cruzada por Babá. O River empatou aos 20 minutos com Norberto Menéndez, mas, aos 32, Almir Pernambuquinho aproveitou rebote de um chute "forte e com malícia" de Quarentinha, arremate do qual "Carrizo, sem dúvida um grande arqueiro, tentou segurar, mas largou". O paraense marcou o terceiro aos 5 minutos do segundo tempo, quando "encheu o pé, rasante" para concluir outra jogada de Babá. Aos 11 minutos, então, Quarentinha forneceu assistência para Almir marcar o quarto gol.
Quarentinha também envolveu-se no sexto gol do elenco treinado por Tim: na descrição do Jornal dos Sports, estava em posição para concluir jogada de Babá, propiciando mais tranquilidade para Garrincha receber e ele mesmo concluir, encobrindo o goleiro, que já era Manuel Ovejero após o quinto gol (também de Garrincha, em cobrança de falta), tendo o Ultima Hora também creditado ao paraense o penúltimo passe. Já na descrição do Diario Carioca, a assistência "excepcional" para o sexto gol teria sido do próprio Quarentinha, após troca de passes "desde o meio de campo" com Babá; descrição similar foi dada pelo Correio da Manhã, a qualificar como "estupenda" a combinação de Garrincha com Quarentinha no lance do "mais belo goal da noite".
Mesmo quando não acertava as redes, as "bombas" de Quarentinha teriam causado outros momentos de "terror" em Carrizo; chegou a ter um lance salvo em cima da linha, com o placar ainda sem gols. Em 1960, Carrizo, considerado o melhor goleiro sul-americano no século XX pela Federação Internacional de História e Estatísticas do Futebol, declarou à imprensa brasileira que "sem desfazer os demais atacantes com os quais me tenho defrontado, posso dizer que o brasileiro Quarentinha foi o mais perigoso que já encontrei, em toda a minha longa carreira de arqueiro. Arisco, dono de chute violento e possuidor de uma visão de jogo como ainda não vi igual, o meia de vocês me colocava em constante sobressalto com os petardos que desferia à minha meta. Tivesse o Brasil cinco Quarentinhas, a goleada que sofremos no Maracanã seria bem maior, quanto a isso não tenho dúvidas".
Apesar daquela exibição, Quarentinha não participou do Brasileiro de Seleções ocorrido entre dezembro de 1959 e janeiro de 1960. Embora em um primeiro momento, na primeira semana de dezembro, se divulgasse que a seleção teria à disposição dois jogadores de cada clube grande e que os do Botafogo seriam Manga e Quarentinha, na última semana daquele mês o atacante terminou não liberado pelo Botafogo, que priorizava para o mesmo período amistosos fora do país.
A edição de 1959-60 do Brasileiro de Seleções ocorreu concomitantemente à inaugural Taça Brasil de 1959, também só finalizada em 1960, em março. A criação desse Brasileirão de Clubes minguou o prestígio do de Seleções Estaduais, que tardou até dezembro de 1962 para iniciar nova edição, a penúltima. Desde agosto, o Botafogo já comunicara de antemão que não liberaria nenhum de seus jogadores à Seleção Carioca, que àquela altura já representava o Estado da Guanabara. Em novembro, se oficializou que seu treinador Flávio Costa teria para o Brasileiro somente jogadores da dupla Fla-Flu e de clubes pequenos.
Embora novamente ausente do Brasileiro de Seleções, Quarentinha foi liberado para amistoso em 19 de dezembro de 1962, contra a Seleção Paulista. Em outro amistoso cheio de gols no Maracanã, Pelé abria o placar para os rivais, Zagallo empatou e o paraense, aos 27 minutos, teria então marcado o gol da primeira virada guanabarina; outras fontes assinalam o lance como gol contra de Geraldo Scotto, quando este tentava "salvar a situação" para Félix. Esse jogo, encerrado em 6–4, e o duelo sobre o River foram os únicos com gols de Quarentinha pela Seleção Carioca.

## Seleção Brasileira

### Com mais gols do que Pelé

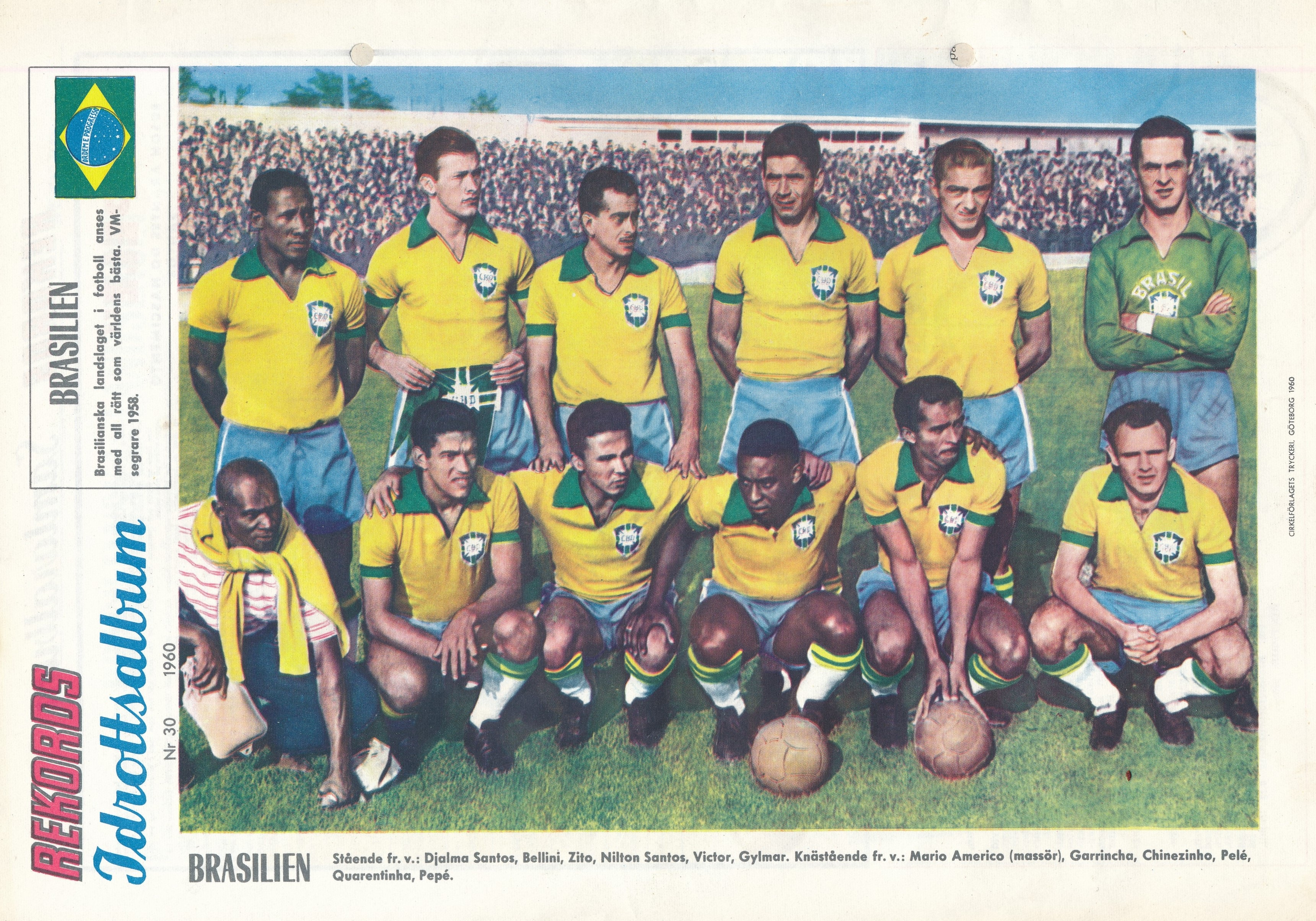
Penúltimo agachado antes do amistoso da Seleção Brasileira contra o clube sueco Malmö, em 1960: Djalma Santos, Bellini, Zito, Nilton Santos, Victor Ratautas, Gylmar; massagista Mário Américo, Garrincha, Chinesinho, Pelé, Quarentinha e Pepe.

Quarentinha foi surpreendido com a primeira convocação, pois já "não a esperava mais". Soube pela esposa, não disse nada e ligou o rádio. Quando ouviu o nome divulgado pela Continental, levantou-se, foi ao quarto e beijou a filha Maria Alice, então com dois anos, e então uma imagem de de Nossa Senhora de Nazaré - enquanto a esposa confessava promessas feitas a Nossa Senhora do Perpétuo Socorro.
Estreou em 17 de setembro de 1959 pela Seleção Brasileira. Por coincidência, era a data de aniversário de seu pai, além de ocorrer dois dias depois do aniversário do próprio Quarentinha. Vavá, outrora o titular da posição, havia se transferido ao Atlético de Madrid, em época na qual não se convovacam jogadores que atuassem fora do Brasil, tendo então o treinador Vicente Feola testado previamente Almir Pernambuquinho e Henrique Frade como sucessores de Vavá, sem se convencer; em abril daquele ano, embora mantivessem o restante da base do elenco vencedor da Copa do Mundo FIFA de 1958, os brasileiros haviam terminado no vice-campeonato da Copa América realizada na Argentina, atrás da seleção anfitriã.
Quarentinha estreou marcando dois gols em goleada de 7-0 sobre o Chile, pela Taça Bernardo O'Higgins, no que segue sendo no século XXI a maior goleada que o Brasil já aplicou no estádio do Maracanã - e, por isso, um dos dez principais jogos que a seleção teve ali. Os chilenos foram derrotados três dias mais tarde por 1-0, graças a outro gol do paraense. Foi precisamente um dos raros gols em que Quarentinha teria comemorado: "o jogo estava duríssimo. Quando faltavam 10 minutos para o final, marquei 1-0 e pela primeira vez na vida não pude conter-me e vibrei", embora seus amigos argumentassem que ele só teria se permitido a "ensaiar um timido e desconcertado braço erguido, tentando socar o ar". Temerosos de nova goleada, os chilenos haviam programado uma forte retranca na revanche.
Ainda em 1959, houve em dezembro nova Copa América, realizada no Equador. Contudo, para ela a CBD fez-se representar pela seleção pernambucana, inclusive para a função de treinador, deixada com Gentil Cardoso. Com isso, a terceira partida de Quarentinha só veio a se dar em 29 de abril de 1960 - marcando duas vezes em 5-0 sobre o Egito, na época denominado República Árabe Unida. Foi a primeira vez em que o Brasil enfrentou uma seleção da África.
Após aquele primeiro jogo contra o Egito, Quarentinha jogou outras cinco vezes oficiais pelo Brasil entre maio de 1960 e maio de 1961, com exatos cinco gols marcados, além de participar também de três partidas não-oficiais (contra os clubes Malmö, nas comemorações do cinquentenário deste clube sueco, Internazionale e Sporting), nas quais somou dois gols. Marcando mais gols até do que Pelé nessas partidas, empolgou o técnico Vicente Feola, a ponto de este afirmar que "com Pelé e Quarentinha na linha, o time já entrava em campo ganhando de dois a zero".
Porém, ainda na excursão de 1960, Quarentinha teve duas lesões graves no joelho, em uma das partidas no Cairo  e em Lisboa. Descreveu a segunda como "lance sozinho. Fiz o gol chutando com a perna esquerda. Apoiei-me na perna direita para o giro e o tiro. O bico da chuteira prendeu num buraco do campo, onde há borrachinhas para irrigação do gramado. Girei em torno do joelho e ouvi o estalo. Não fui atingido por ninguém. A pancada que levei do zagueiro, na hora do gol, foi aqui na canela da perna direita, sem graves consequências". Delém o substituiu nos compromissos seguintes, notadamente na Copa Roca de 1960, mas no início de 1961 deixou o futebol brasileiro para defender o River Plate. Receoso de encerrar a carreira caso se operasse, Quarentinha só veio em 1961 a realizar a cirurgia pertinente.

### O corte da Copa de 1962
A demorada recuperação da sua lesão, deixando-o quase um ano parado até regressar na segunda quinzena de outubro de 1961 a treinos no Botafogo, somada ao retorno de Vavá ao futebol brasileiro, prejudicaram-no na disputa por vaga que parecia certa na Copa do Mundo FIFA de 1962. Apesar da soma dessas inconveniências, o paraense se declarava confiante na convocação em novembro de 1961, ao jornal Ultima Hora: "eu digo que vão ter de reservar uma passagem em nome de Waldir Cardoso Lebrego para Santiago, em 62. Já tomei o gostinho da seleção e não quero sair mais. Tenho certeza de que terei um lugar nesse escrete. Dependendo de esforço e de gols, estou lá. E, espremendo daqui e dali, quem sabe não cavarei um lugarzinho de titular? Jogar naquele ataque é uma sopa. E essa eu não quero perder".
Sua convocação à Copa era esperada inclusive na Europa, como em três diferentes reportagens do jornal espanhol Mundo Deportivo publicadas entre julho de 1961 e fevereiro de 1962. Em março de 1962, o Botafogo sagrou-se campeão do Torneio Rio-São Paulo de 1962 em vitória de 3-1 (sobre o Palmeiras), na qual Quarentinha abriu o placar antes mesmo do primeiro minuto de jogo.
Quarentinha esteve na lista de quarenta pré-convocados  e depois na de trinta, recebendo então em 17 de maio a notícia do seu corte para a listagem final de 22 - juntamente com os também dispensados Djalma Dias, Calvet, Germano, Rildo, Valdir de Moraes e o também botafoguense Joel Martins, curiosamente futuro treinador do Paysandu campeão da Série B de 1991; Julinho Botelho já havia pedido dispensa no dia 14. No caso de Quarentinha, a comissão técnica optou em chamar Coutinho para ser o reserva de Vavá. O paraense aceitou: "não me julgo prejudicado. Pelo contrário. A escolha não poderia ser mais justa. Ficarei aqui, no Brasil, torcendo para que eles tragam a Copa e pelo êxito daqueles que vão no meu lugar", afirmou à Tribuna da Imprensa.
Ao Jornal dos Sports, que observava a falta de chances a ele nos treinos, vinha se resignando desde o dia 14 em perder também até mesmo a Copa do Mundo seguinte: "sei que vou ser cortado. Sinto isto no ambiente. Mas o corte não me impressione e nem vai alterar minha vida. O que me entristece é a falta de oportunidade, que não veio e creio que não virá, a esta altura. Melhor do que ir para o Chile, na minha opinião, foi ter me recuperado, pois muitos já me consideravam de carreira encerrada para o futebol. Graças a Paulo Amaral e ao Dr. Hilton Gosling, consegui uma grande coisa: minha completa recuperação". Seu biógrafo explicaria, em 2008: "ele estava voltando de lesão e era confortável não colocá-lo para jogar. Na verdade, ele não teve chance de mostrar que estava recuperado".
O jornal Ultima Hora detalhou que Quarentinha, contrastando com colegas cortados que não seguravam lágrimas, estava "sorridente". E que, tão logo foi dispensado, juntou-se a uma excursão do Botafogo para Belém do Pará, com seus conterrâneos aguardando-lhe para prestar homenagem.

### Mantendo a média histórica de um gol por partida
Ao fim de 1962, demonstrando recuperação ao ser vice-artilheiro e campeão do campeonato carioca daquele ano, reaproximou-se da seleção: regressou em abril de 1963, fazendo no decorrer daquele ano suas últimas seis partidas pelo Brasil, registrando exatos seis gols. Foi, como em 1960, o artilheiro da excursão europeia brasileira, salvando-se ao fim da uma gira das mais criticadas, como na derrota de 5–1 para a Bélgica, na qual marcou o único gol canarinho.
A primeira dessas partidas que Quarentinha fez em 1963 fora contra Portugal. Embora o adversário também vencesse (por 1-0, precisamente na primeira derrota que o paraense teve pela seleção) em agosto dirigentes portugueses sondaram-lhe para ser contratado pelo Sporting e naturalizado, tão logo souberam que seu pai Quarenta, como nascido no Cabo Verde colonial, era cidadão português. Quarentinha poderia ter enfrentado o próprio Brasil: no restante da década de 1960, essas duas seleções se enfrentariam já em 1964, pela Copa das Nações, em amistoso em 1965, pela Copa do Mundo FIFA de 1966 e em amistoso em 1968. O jogador, todavia, declarou só cogitar a hipótese se a oferta fosse economicamente "excepcional".
Quarentinha viria a deixar o futebol brasileiro em 1965, mas para jogar na Colômbia até 1967, período em que o campeonato colombiano seguia financeiramente atrativo a futebolistas que se tornavam veteranos, tendo Garrincha e Dida sido outros brasileiros ilustres a prosseguirem carreira na época naquele país. Porém, deixar o futebol brasileiro encerrou as chances de ir à Copa de 1966, com a seleção brasileira permanecendo restrita a jogadores que atuassem no Brasil, só passando a partir da Copa do Mundo FIFA de 1982 a utilizar "estrangeiros".

### Relação de jogos pelo Brasil
Os 17 gols em 17 jogos ao todo dão a Quarentinha média de um gol por partida, a melhor nas estatística da seleção, ao lado dos 37 gols em 37 jogos de Leônidas da Silva, embora a média chegue a ser superior se consideradas somente as partidas oficiais (15 gols em 14 jogos). A tabela abaixo resume as aparições e gols de Quarentinha pela seleção:
| #     | Data                   | Competição              | Local                             | Adversário         | Placar | Gol(s) |
| ----- | ---------------------- | ----------------------- | --------------------------------- | ------------------ | ------ | ------ |
| 1     | 17 de setembro de 1959 | Taça Bernardo O'Higgins | Maracanã, Rio de Janeiro          | Chile              | 7–0    | 2      |
| 2     | 20 de setembro de 1959 | Taça Bernardo O'Higgins | Pacaembu, São Paulo               | Chile              | 1–0    | 1      |
| 3     | 29 de abril de 1960    | Amistoso                | Estádio Al-Ahly, Cairo            | Egito              | 5–0    | 2      |
| 4     | 1º de maio de 1960     | Amistoso                | Estádio de Alexandria, Alexandria | Egito              | 3–1    | 0      |
| 5     | 6 de maio de 1960      | Amistoso                | Estádio Zamalek, Cairo            | Egito              | 3–0    | 2      |
| 6     | 8 de maio de 1960      | Amistoso não-oficial    | Malmö Stadion, Malmö              | Malmö              | 7–1    | 1      |
| 7     | 10 de maio de 1960     | Amistoso                | Idrætspark, Copenhague            | Dinamarca          | 4–3    | 2      |
| 8     | 12 de maio de 1960     | Amistoso não-oficial    | San Siro, Milão                   | Internazionale     | 2–2    | 0      |
| 9     | 16 de maio de 1960     | Amistoso não-oficial    | Estádio José Alvalade, Lisboa     | Sporting           | 4–0    | 1      |
| 10    | 30 de abril de 1961    | Taça Oswaldo Cruz       | Defensores del Chaco, Assunção    | Paraguai           | 2–0    | 0      |
| 11    | 3 de maio de 1961      | Taça Oswaldo Cruz       | Defensores del Chaco, Assunção    | Paraguai           | 3–2    | 1      |
| 12    | 21 de abril de 1963    | Amistoso                | Estádio Nacional do Jamor, Oeiras | Portugal           | 0–1    | 0      |
| 13    | 24 de abril de 1963    | Amistoso                | Heysel, Bruxelas                  | Bélgica            | 1–5    | 1      |
| 14    | 15 de maio de 1963     | Amistoso                | San Siro, Milão                   | Itália             | 0–3    | 0      |
| 15    | 17 de maio de 1963     | Amistoso                | Estádio Nasser, Cairo             | Egito              | 1–0    | 1      |
| 16    | 19 de maio de 1963     | Amistoso                | Ramat Gan, Tel Aviv               | Israel             | 5–0    | 2      |
| 17    | 22 de maio de 1963     | Amistoso                | Olímpico, Berlim Ocidental        | Alemanha Ocidental | 3–0    | 1      |
| Total | Total                  | Total                   | Total                             | Total              | Total  | 17     |

## Gols sem sorrisos
O ponta-de-lança, com potente perna esquerda, nunca fazia festa para seus gols, o que irritava a torcida botafoguense. Dizia que não havia razão para comemorações, pois estava apenas cumprindo a obrigação ao qual era pago.
Armando Nogueira assim o definiu: "Quarentinha, eu o vi jogar muitas e muitas vezes. Era um chutador temível, um atacante de respeito, que fazia tremer os goleiros, fossem quem fossem. Tinha na canhota o que, então, se chamava um canhão. Chutava muito forte, principalmente, bola parada. Era de meter medo. Nos jogos Botafogo-Santos, era ele, de um lado, o Pepe, do outro. Ai de quem ficasse na barreira.
Quarentinha nasceu no Pará, filho de um atacante que lhe herdou, intactos, o chute poderoso e o apelido. Não sei se o pai era tão tímido quanto o filho. Quarentinha jamais celebrou um gol, fosse dele ou de quem fosse. Disparava um morteiro, via a rede estufar, dava as costas e tornava ao centro do campo, desanimado como se tivesse perdido o gol."

## Títulos
Vitória
- Campeonato Baiano: 1953

Botafogo
- Campeonato Carioca[243]: 1957, 1961, 1962 [157]
- Torneio Rio–São Paulo: 1962, 1964 [157]
- Taça dos Campeões Estaduais Rio-São Paulo: 1961
- Torneio João Teixeira de Carvalho: 1958

Seleção Brasileira
- Taça Bernardo O'Higgins: 1959 [157]
- Taça Oswaldo Cruz: 1961 [157]

### Outras conquistas
Botafogo
- Torneio Interestadual Brasileiro: 1954
- Torneio Internacional da Colômbia: 1960 [157]
- Torneio Pentagonal do México: 1962 [157]
- Torneio de Paris: 1963 [157]
- Torneio Quadrangular Magalhães Pinto: 1964 [157]
- Torneio Jubileu de Ouro da Bolívia: 1964 [157]
- Torneio Quadrangular de Buenos Aires: 1964 [157]
- Panamaribo Cup: 1964 [100]

### Artilharias
- Campeonato Baiano: 1953 (13 gols)
- Torneio Extra: 1958 (10 gols)
- Campeonato Carioca: 1958 (20 gols)
- Campeonato Carioca: 1959 (27 gols)
- Taça Bernardo O'Higgins: 1959 (3 gols)
- Campeonato Carioca: 1960 (25 gols)
- Torneio Rio-São Paulo: 1960 (11 gols)
- Maior artilheiro do Botafogo: 313 gols[244]
- Maior artilheiro do Botafogo no Maracanã: (95 gols)[245]
- Maior artilheiro do Botafogo no Clássico da Amizade: (17 gols)[246]
- Maior artilheiro do Botafogo no Torneio Rio-São Paulo: (36 gols)[157]

### Prêmios individuais
- Time do século do Botafogo: 2004[247]
- 9° Maior ídolo da História do Botafogo (O Globo): 2020[248]

## Após o futebol, morte e legado
Em julho de 1972, Quarentinha, outrora estivador no porto de Itajaí, voltou ao Rio de Janeiro, tornando-se "empresário e está faturando bem" após ter deixado o River Plate. Em setembro do mesmo ano, contudo, o Jornal dos Sports noticiou que ele teria visitado o Botafogo para buscar trabalho - no que o vice-presidente de futebol Xisto Toniato lamentou: "é claro que eu sei perfeitamente quem foi Quarentinha e quantas vezes já vibrei com seus gols. mas esta é uma situação difícil de ser resolvida. O clube está sobrecarregado de funcionários e muitos outros ex-jogadores, como ele, exercem esta ou aquela função, como é o caso do Leônidas, só para citar um".
Ainda na década de 1970, tornou-se motorista da CEG, em São Cristóvão, recebendo salário mensal de 160 mil cruzeiros. Em 1983, tinha uma vida noticiada como confortável, possuindo casa própria adquirida "no tempo de vacas gordas" sob orientação da esposa, além de renda que englobava salário, aluguel de duas casas "e uma pequena ajuda dos filhos".
Em 1984, perdeu em março o pai Quarenta e, em agosto, demitiu-se da CEG após sete anos, sob revolta de acusação de que cometeria peculato (por desviar gasolina), algo que chegou a se desdobrar com algumas noites encarcerado; sua libertação foi apressada em solidariedade prestada pelos próprios policiais, que o teriam abraçado na soltura. Ao sair da CEG, manifestou interesse em ser novamente treinador a ponto de matricular-se no curso de técnicos da Escola de Educação Física do Exército. Diretamente de Nova York, Pelé se declarou disposto a ajuda-lo "no que for necessário", enquanto Agnaldo Timóteo fora pessoalmente à prisão para dar apoio. Naquele mesmo ano, o ex-colega botafoguense Paulo Valentim havia morrido pobre e esquecido na Argentina, e a lembrança também recente do precoce fim da vida de Garrincha causaram receio de que "tragédia" parecida se repetisse com o maior artilheiro do clube, conclamando-se na Jornal do Brasil por mais "gratidão" a ele. Ainda residindo na Ilha do Governador, o paraense eventualmente foi empregado pela construtora Mendes Júnior, onde ainda trabalhava à altura de 1994.
Embora seja o maior artilheiro do Botafogo, não costuma ser visto como o principal centroavante da história do clube. Em 1982, ao realizar pela primeira vez uma enquete para idealizar o "time dos sonhos" dos botafoguenses, a revista Placar montou júri com 29 personalidades ligadas ao clube, entre ex-técnico, ex-jogadores, dirigentes e torcedores ilustres. Quarentinha na época recebeu quatro votos, embora somente Sandro Moreyra o tenha escalado como centroavante - outros dois votos foram como meia de ligação e outro, como ponta-esquerda, sempre para que pudesse ser escalado conjuntamente com Heleno de Freitas, o preferido para o centro do ataque (teve dezesseis votos).
A revista promoveu em 1994 nova eleição do tipo e o paraense veio a receber um único voto - como ponta-esquerda, em tridente com Garrincha na outra ponta e Jairzinho de centroavante, posto em que novamente Heleno foi o mais votado. Procurado pela revista, Quarentinha declarou: "tenho consciência do meu valor. Houve um jogo pela Seleção em que o Pelé vinha sendo caçado. Então ele pediu ao pessoal: 'atrasem para o Quarenta, que ele mete no gol, mas abaixem a cabeça, se não vão ficar sem ela". Sua última aparição pública foi inclusive vista como reconciliação: deu-se nas festividades da recuperação botafoguense da sede de General Severiano, em dezembro de 1995. O reconhecimento da parte de torcedores e ex-companheiros o teria surpreendido e emocionado de tal maneira que começara a sentir problemas cardíacos ao regressar para casa, a ponto de fmiliares opinarem que o caráter significativo da ocasião teria pesado para encerrar na morte do artilheiro.
Faleceu de insuficiência cardíaca no Hospital Universitário do Fundão em fevereiro de 1996, poucas semanas após o Botafogo ter vencido (também em dezembro de 1995, no dia 17) o Brasileirão de 1995 sob protagonismo de Túlio Maravilha. Nas vezes seguintes em que a revista buscou escolher o time dos sonhos do clube, Túlio ocupou o espaço de Heleno, em quarteto ofensivo com Jairzinho, Garrincha e Paulo Cézar Caju. Foi assim em 2006  e em 2025; nesta, curiosamente foi mais votado do que Heleno, escolhido três vezes contra cinco (dois deles para centroavante, dois para dupla central com Jairzinho e um para ponta-esquerda) de Quarentinha. Todavia, seguiu abaixo dos quatro eleitos e também dos seis votos dados a Luiz Henrique.
2008, Rafael Casé publicou a biografia Quarentinha: o Artilheiro que não Sorria. Na divulgação do livro, teorizou as razões que diminuíam o reconhecimento do paraense, fato que considerava injusto:
Não era um cara falastrão, não gostava de dar entrevistas. Muito pelo contrário. Era difícil arrancar algo dele. Isso, com certeza, não colabora na imagem de um ídolo. Além disso, seu jeito de não comemorar os gols fazia com que parecesse mascarado ou desinteressado. Mas, não dá pra entender mesmo, como um cara que marca mais de 300 gols por um clube não seja eternamente endeusado (...). Sempre que atuou ao lado de Pelé, fez mais gols que o Rei. Machucou o joelho num jogo pela seleção, em Portugal. Trabalhou duro na recuperação, mas acabou sendo cortado da Copa de 1962. Se tivesse ido ao Chile, sua imagem vitoriosa com a “amarelinha” seria mais marcante. (...) O que achei mais legal foi mostrar a verdadeira face de Quarentinha, que não tinha nada de sisudo. Com quem conhecia, era bastante brincalhão (...) Quando Garrincha foi duramente criticado pela imprensa quando se casou com Elza Soares, Quarentinha foi um dos poucos a continuar a amizade com Mané. Todos os ex-companheiros com quem falei o achavam um bom companheiro. Acho que entre os torcedores havia uma imagem errada dele, que pretendo desfazer com este livro.
Em 2013, na gravação de comercial com Anderson Silva em General Severiano, Pelé comentou ao lutador sobre "os bons jogadores do Botafogo como Quarentinha, Garrincha, Amarildo, Zagallo, comecei a falar em Carlos Alberto Torres, e não parei mais. Botafogo e Santos foram os dois melhores clubes do Brasil". No ano seguinte, Quarentinha representou o Botafogo em série do Globo Esporte sobre a história dos quatro grandes cariocas, interpretado por ator que encenou seus últimos dias sob cuidados de um médico coincidentemente botafoguense.  Em 2020, os jornais O Globo e Extra elegeram juntos os trinta maiores jogadores do Botafogo. Quarentinha ficou em 9º. Também foi eleito o 9º maior ídolo do Vitória, em enquete promovida pelo GloboEsporte.com.
Quarentinha está sepultado no cemitério da Cacuia. Em 2025, foi homenageado conjuntamente por Botafogo e Paysandu na ocasião em que a equipe alvinegra visitou Belém para disputar no Mangueirão a Supercopa Rei de 2025, chegando a treinar no centro esportivo alviceleste.